# Liste der Kulturdenkmale in Schirgiswalde-Kirschau
In der Liste der Kulturdenkmale in Schirgiswalde-Kirschau sind die Kulturdenkmale der sächsischen Gemeinde Schirgiswalde-Kirschau verzeichnet, die bis September 2024 vom Landesamt für Denkmalpflege Sachsen erfasst wurden (ohne archäologische Kulturdenkmale). Die Anmerkungen sind zu beachten.
Diese Liste ist eine Teilliste der Liste der Kulturdenkmale im Landkreis Bautzen.

## Bederwitz
| Bild                                    | Bezeichnung                                             | Lage                          | Datierung                                                            | Beschreibung | ID       |
| --------------------------------------- | ------------------------------------------------------- | ----------------------------- | -------------------------------------------------------------------- | --- | -------- |
| Direkt Bild zu diesem Denkmal hochladen | Eisenbahnbrücke über die Spree                          | (am Kilometer 1,732) (Karte)  | 20.7.–20.12.1889                                                     | Bahnstrecke Großpostwitz–Löbau, vier in Sandstein gemauerte Pfeiler mit Stahlfachwerkbrücke, eisenbahngeschichtlich, baugeschichtlich und technikgeschichtlich von Bedeutung. Nachdem sich bereits im Jahr 1865 die Webergemeinde Cunewalde an die sächsische Regierung wandte, um den Anschluss an das Eisenbahnnetz zu erreichen, wurde die Konzession für eine normalspurige Sekundärbahn von Großpostwitz nach Obercunewalde erst 1887 erteilt. 1890 konnte die Verbindung in Betrieb gehen. Nach einer inflationszeitbedingten Unterbrechung kam es dann erst 1928 zur schon lange geplanten und 1919 begonnenen Verlängerung der Strecke nach Löbau. Im am tiefsten liegenden Abschnitt der insgesamt 19,4 Kilometer langen Verbindung musste beim Haltepunkt Bederwitz die Spreeaue überwunden werden, wofür die Ingenieure der Königlich Sächsischen Staatsbahn 1890 in neun Meter Höhe auf zwei Sandsteinpfeilern eine 50 Meter lange Brücke mit offener oberer Gleisbahn errichteten. Das mittlere, 22,50 Meter weite Brückenfeld wurde mit einer Gitterfachwerkkonstruktion überspannt. Zu beiden Seiten schließen sich Blechträger mit mehr als zehn Meter Spannweite an. Die Brücke mit ihrer kombinierten Konstruktion besitzt orts- und eisenbahngeschichtliche Bedeutung, vor allem ist sie ein außergewöhnliches Denkmal der Ingenieurbaukunst. | 09301856 |
| Direkt Bild zu diesem Denkmal hochladen | Wohnhaus                                                | Dorfstraße 5 (Karte)          | Schlussstein bezeichnet mit 1859                                     | Obergeschoss Fachwerk verbrettert, Haustür und Fenster im Erdgeschoss Granitgewände, weitgehend im ursprünglichen Zustand erhalten, prägt entscheidend das Ortsbild mit, baugeschichtlich von Bedeutung. Umgebinde entfernt, alte Biberschwanzdeckung, Krüppelwalmdach, Fenster geringfügig verändert. | 09252812 |
| Direkt Bild zu diesem Denkmal hochladen | Wohnstallhaus (Umgebinde) mit Oberlaube                 | Dorfstraße 7 (Karte)          | 2. Hälfte 19. Jahrhundert, nach Auskunft 1876                        | Obergeschoss und Giebel Fachwerk verschiefert, Oberlaube, einseitig stark vorkragendes Dach, baugeschichtlich und ortsbildprägend von Bedeutung, Fenster verändert, Umgebinde rechts 2/3/2 Joche | 09252810 |
| Direkt Bild zu diesem Denkmal hochladen | Wohnstallhaus mit Oberlaube                             | Dorfstraße 8 (Karte)          | Um 1850                                                              | Obergeschoss und Giebel Fachwerk verbrettert, Oberlaube, einseitiger Dachüberstand, baugeschichtlich und ortsbildprägend von Bedeutung, Umgebinde entfernt, Blockstube wahrscheinlich erhalten, Fenster vergrößert | 09252811 |
| Direkt Bild zu diesem Denkmal hochladen | Wegestein                                               | Dorfstraße 17 (neben) (Karte) | 19. Jahrhundert                                                      | Verkehrsgeschichtlich von Bedeutung, Granit | 09252816 |
| Direkt Bild zu diesem Denkmal hochladen | Wohnhaus (Umgebinde)                                    | Eulowitzer Straße 1 (Karte)   | Granitpfosten vor dem Haus bezeichnet mit 1871; Ende 19. Jahrhundert | Obergeschoss Fachwerk mit Ziegelausfachung, baugeschichtlich und straßenbildprägend von Bedeutung, Umgebinde zum Teil ausgemauert, Fenster original in Größe und Versprossung, Umgebinde links 2/3 Joche | 09252815 |
| Direkt Bild zu diesem Denkmal hochladen | Mühlenwohnhaus (Umgebinde) mit Mühlteich und Mühlgraben | Eulowitzer Straße 6 (Karte)   | Schlussstein bezeichnet mit 1810; wahrscheinlich spätere Umbauten    | Obergeschoss Fachwerk verschiefert, mächtige verschieferte Giebelflächen, profilierte Umgebindestützen, Korbbogenportal, baugeschichtlich und ortsgeschichtlich von Bedeutung, Krüppelwalmdach mit Schieferdeckung, schwere Eingriffe in Blockstube und Fachwerk, Umgebinde links 2/4/0 | 09252814 |
|                                         | Wohnstallhaus (Umgebinde) mit Oberlaube                 | Eulowitzer Straße 7 (Karte)   | 1. Hälfte 19. Jahrhundert                                            | Blockstube verschalt, Obergeschoss und Giebel Fachwerk ornamental verschiefert, Oberlaube, baugeschichtlich von Bedeutung, Fenster gesprosst und wahrscheinlich Originalgröße, Giebelfenster könnten später eingefasst worden sein, Umgebinde rechts 2/3/1, alter Blitzableiter | 09252813 |

## Callenberg
| Bild                                    | Bezeichnung | Lage                                                    | Datierung                                                                | Beschreibung | ID       |
| --------------------------------------- | --- | ------------------------------------------------------- | ------------------------------------------------------------------------ | --- | -------- |
| Direkt Bild zu diesem Denkmal hochladen | Wohnstallhaus (Umgebinde) | Am Hohlweg 3 (Karte)                                    | Bezeichnet mit 1800, später aufgestockt                                  | Obergeschoss Fachwerk verkleidet, nachträglich hinzugefügt, ursprünglich einstöckiges Weberhaus im hinteren Teil original erhalten, zum Teil große Jochweiten des Umgebindes, baugeschichtlich von Bedeutung | 09252845 |
| Direkt Bild zu diesem Denkmal hochladen | Wohnstallhaus (Umgebinde) | Am Hohlweg 8 (Karte)                                    | 2. Hälfte 19. Jahrhundert                                                | Obergeschoss Fachwerk, baugeschichtlich von Bedeutung | 09252846 |
| Direkt Bild zu diesem Denkmal hochladen | Gedenkstein | Gartenstraße (an der Kreuzung zur Fabrikstraße) (Karte) | Bezeichnet mit 1932                                                      | Ortsgeschichtlich von Bedeutung, Inschrift: „50/1882 – 1932/MVC“ | 09252856 |
| Direkt Bild zu diesem Denkmal hochladen | Wohnhaus (Umgebinde) | Gartenstraße 7 (Karte)                                  | Um 1850                                                                  | Eingeschossig, baugeschichtlich und sozialgeschichtlich von Bedeutung, Blockstube und Umgebinde verschalt, große Jochweiten, Frackdach, Fenster ohne Sprossen, massiver Teil verändert | 09252855 |
| Direkt Bild zu diesem Denkmal hochladen | Wohnhaus (Umgebinde) | Gartenstraße 8 (Karte)                                  | Um 1850                                                                  | Zweigeschossiges Häuslerhaus, giebelständig zur Straße hin, zweifarbige Verschieferung an südlicher Giebelseite, bildet mit zwei unmittelbar benachbarten gleichartigen verschieferten Umgebindehäusern eine Häusergruppe, hoher Authentizitätsgrad, baugeschichtliche und ortsbildprägende Bedeutung | 09307379 |
| Direkt Bild zu diesem Denkmal hochladen | Wohnstallhaus (Umgebinde) | Gartenstraße 10 (Karte)                                 | Um 1850                                                                  | Obergeschoss Fachwerk verschiefert, Giebel verschiefert, baugeschichtlich von Bedeutung, Umgebinde: verschalt/gekerbt, Satteldach zur Traufe geneigt, Fenster mäßig verändert, ehemaliger Stallteil umgebaut | 09252853 |
| Direkt Bild zu diesem Denkmal hochladen | Wohnstallhaus (Umgebinde) | Gartenstraße 12 (Karte)                                 | Um 1850                                                                  | Obergeschoss Fachwerk verschiefert, weitgehend im originalen Sinne erhalten, baugeschichtlich von Bedeutung, Umgebinde verschalt, Haustür Granitgewände, Fenster vergrößert, Dachstuhl wegen Granateneinschlags nach 1945 erneuert, ehemals Weberhaus | 09252854 |
| Direkt Bild zu diesem Denkmal hochladen | Ehrenhain für die Gefallenen des Ortes, die Kapelle sowie das im Kreuzungsbereich der beiden Achsen des Friedhofs gelegene Baumrondell (Einzeldenkmale der Sachgesamtheit 09307165)                                         | Kirschauer Straße (Karte)                               | 1950er Jahre                                                             | Einzeldenkmale der Sachgesamtheit Neuer Friedhof Crostau; orts- und gartengeschichtlich von Bedeutung | 09307166 |
| Direkt Bild zu diesem Denkmal hochladen | Granittrog | Kirschauer Straße (Ecke Niedercrostauer Straße) (Karte) | Bezeichnet mit 1822                                                      | Fungiert als Brunnenbecken, kulturgeschichtlich von Bedeutung | 09252849 |
| Direkt Bild zu diesem Denkmal hochladen | Wohnstallhaus (Umgebinde) | Kirschauer Straße 3 (Neu-Callenberg) (Karte)            | 2. Hälfte 19. Jahrhundert                                                | Obergeschoss Fachwerk verkleidet, Giebel verkleidet, Granitgewände im massiven Teil, baugeschichtlich von Bedeutung, Blockstube verschalt, Fenster leicht vergrößert, 1995 als Ortsteil Neu-Callenberg erfasst | 09252859 |
| Direkt Bild zu diesem Denkmal hochladen | Wohnhaus (Umgebinde) | Kirschauer Straße 22 (Karte)                            | 1. Hälfte 19. Jahrhundert                                                | Eingeschossig, eines der wenigen Beispiele weitgehend ursprünglich erhaltener, baugeschichtlich und sozialgeschichtlich von Bedeutung, Umgebinde verschalt, Fenstergrößen original, Giebel verschiefert | 09252851 |
| Direkt Bild zu diesem Denkmal hochladen | Wohnstallhaus (Umgebinde) | Kirschauer Straße 26 (Karte)                            | Um 1850                                                                  | Obergeschoss Fachwerk verschiefert, baugeschichtlich und straßenbildprägend von Bedeutung, Fenster mäßig verändert, Krüppelwalmdach | 09252847 |
| Direkt Bild zu diesem Denkmal hochladen | Wohnstallhaus | Kirschauer Straße 28 (Karte)                            | Um 1850                                                                  | Obergeschoss Fachwerk verschiefert, baugeschichtlich und straßenbildprägend von Bedeutung, ehemaliges Umgebindehaus, Erdgeschoss verändert, Krüppelwalmdach | 09252901 |
| Direkt Bild zu diesem Denkmal hochladen | Wohnstallhaus (Umgebinde) | Kirschauer Straße 41 (Karte)                            | 2. Hälfte 19. Jahrhundert                                                | Obergeschoss und ein Giebel Fachwerk verschiefert, hofabgewandte Längsseite und rückseitiger Giebel verputzt, baugeschichtlich von Bedeutung. | 09252852 |
| Direkt Bild zu diesem Denkmal hochladen | Wohnhaus (Umgebinde) | Kirschauer Straße 47 (Karte)                            | Um 1830                                                                  | Eingeschossig, baugeschichtlich und sozialgeschichtlich von Bedeutung, Umgebinde verschalt, mit Kerben verzierte Fensterrahmungen, leichte Umbauten im hinteren Bereich | 09252850 |
| Direkt Bild zu diesem Denkmal hochladen | Wohnhaus (Umgebinde) | Kirschauer Straße 61 (Karte)                            | Haustür bezeichnet mit 1850                                              | Obergeschoss Fachwerk verkleidet, baugeschichtlich von Bedeutung, mit profiliertem Granittürgewände, Krüppelwalmdach, Fenstergrößen mäßig verändert, Ladeneinbau | 09252843 |
| Direkt Bild zu diesem Denkmal hochladen | Wegestein | Kirschauer Straße 65 (gegenüber) (Karte)                | 19. Jahrhundert                                                          | Verkehrsgeschichtlich von Bedeutung, aus Granit mit pyramidaler Zuspitzung | 09252857 |
| Direkt Bild zu diesem Denkmal hochladen | Wohnstallhaus (Umgebinde) | Niedercrostauer Straße 10 (Karte)                       | Um 1850                                                                  | Obergeschoss und Giebel Fachwerk verbrettert, baugeschichtlich von Bedeutung, Umgebinde verschalt, Sprossenfenster im originalen Sinne, Dachausbau, Anbauten | 09252848 |
| Direkt Bild zu diesem Denkmal hochladen | Wohnstallhaus | Ringstraße 19 (Karte)                                   | Haustür bezeichnet mit 1801                                              | Obergeschoss Fachwerk ornamental verschiefert, mit integrierter Scheune, baugeschichtlich von Bedeutung, schiefergedeckt, Dachgaupe, Fenster in Originalgröße, einziges Haus, das den Brand 1820 überstanden hat | 09252844 |
| Direkt Bild zu diesem Denkmal hochladen | Wohnhaus (Umgebinde) | Schirgiswalder Straße 10 (Neu-Callenberg) (Karte)       | Um 1920                                                                  | Verbindet Heimatstil mit zeitgenössischen Bauformen, baugeschichtlich von Bedeutung, mit dominantem Mansarddach (Dachhaus), profiliertem Umgebinde, Querverbretterung, Giebelverschieferung, 1995 als Ortsteil Neu-Callenberg erfasst | 09252860 |
| Direkt Bild zu diesem Denkmal hochladen | Wohnstallhaus (Umgebinde) | Schirgiswalder Straße 13 (Neu-Callenberg) (Karte)       | 2. Hälfte 19. Jahrhundert                                                | Obergeschoss Fachwerk verschalt, Fledermausgaupe, baugeschichtlich von Bedeutung, Biberschwanzdeckung, Stallteil verändert, Fenster leicht vergrößert, 1995 als Ortsteil Neu-Callenberg erfasst | 09252864 |
| Direkt Bild zu diesem Denkmal hochladen | Wohnhaus mit Oberlaube | Schirgiswalder Straße 22 (Neu-Callenberg) (Karte)       | Um 1850                                                                  | Umgebinde entfernt, Obergeschoss Fachwerk verputzt, baugeschichtlich von Bedeutung, Krüppelwalmdach mit Giebel-Rundbogenfenstern und Dachhecht, Fenstergrößen original, 1995 als Ortsteil Neu-Callenberg erfasst | 09252861 |
| Direkt Bild zu diesem Denkmal hochladen | Wohnstallhaus (Umgebinde) | Schirgiswalder Straße 24 (Neu-Callenberg) (Karte)       | 2. Hälfte 19. Jahrhundert                                                | Obergeschoss und Giebel Fachwerk verbrettert, baugeschichtlich von Bedeutung, Krüppelwalmdach mit Hechtgaupe, Giebel-Bogenfenstern, 1995 als Ortsteil Neu-Callenberg erfasst | 09252862 |
| Direkt Bild zu diesem Denkmal hochladen | Wohnstallhaus (Umgebinde) | Schirgiswalder Straße 26 (Neu-Callenberg) (Karte)       | Um 1800                                                                  | Obergeschoss und Giebel Fachwerk verkleidet, baugeschichtlich von Bedeutung, Stallteil stark, Fenster leicht verändert, 1995 als Ortsteil Neu-Callenberg erfasst | 09252863 |
| Direkt Bild zu diesem Denkmal hochladen | Ehemaliges Krankenhaus und Nebengebäude | Schirgiswalder Straße 30 (Neu-Callenberg) (Karte)       | 1904                                                                     | Putzbau mit Klinkergliederung, baugeschichtlich und sozialgeschichtlich von Bedeutung. Krankenhaus: massiv, zweigeschossig, (Treppenhaus-)Risalit, bemerkenswert die Ornamentierung durch roten Backstein und grüne Kacheln, Sockel aus Granit-Haustein, Beispiel für Backstein-„Ikonographie“ (hinweisend auf Sozialarchitektur). 1995 als Ortsteil Neu-Callenberg erfasst. | 09252865 |
| Direkt Bild zu diesem Denkmal hochladen | Wohnstallhaus (Umgebinde) | Schirgiswalder Straße 32 (Neu-Callenberg) (Karte)       | Ende 19. Jahrhundert                                                     | Obergeschoss Fachwerk ornamental verschiefert, Giebel verbrettert, baugeschichtlich von Bedeutung, Umgebinde-Stützen profiliert, 1995 als Ortsteil Neu-Callenberg erfasst | 09252866 |
| Direkt Bild zu diesem Denkmal hochladen | Wohnstallhaus (Umgebinde) und Scheune eines Zweiseithofes, davor Brunnen | Schirgiswalder Straße 36 (Neu-Callenberg) (Karte)       | 2. Hälfte 19. Jahrhundert (Wohnstallhaus); bezeichnet mit 1784 (Brunnen) | Wohnstallhaus Obergeschoss Fachwerk verbrettert, baugeschichtlich und wirtschaftsgeschichtlich von Bedeutung. Wohnstallhaus: Obergeschoss und Giebel Fachwerk, verbrettert, steiles Satteldach, Fensterbekrönungen Fenster annähernd Originalgröße. 1995 als Ortsteil Neu-Callenberg erfasst. | 09252867 |
| Direkt Bild zu diesem Denkmal hochladen | Pulvermühle; Wohnmühlenhaus (Umgebinde) mit südlichen Anbauten sowie zwei Seitengebäude eines Mühlenanwesens, mit Hofpflasterung und Brunnen sowie Mühlentechnik, Mühlgraben mit Schütz am Einlauf und Wehr mit Grundablass | Spreetalstraße 3, 5 (Neu-Callenberg) (Karte)            | Bezeichnet mit 1850                                                      | Ensemble von baugeschichtlicher, ortsgeschichtlicher und technikgeschichtlicher Bedeutung. Komplex einer ehemaligen Pulvermühle. Wohnmühlenhaus, 1850 in Form eines Umgebindehauses mit einem Fachwerkobergeschoss und abschließendem Krüppelwalmdach errichtet, weist eine Granit-Freitreppe sowie eine Haustür mit Granitgewände und eingemeißeltem Müllerwappen auf. Hof mit historischer Pflasterung und Brunnen von zwei weiteren Seitengebäuden umschlossen. Im Inneren des Mühlgebäudes haben sich ein Mühlrad mit 6 Meter Durchmesser, die Transmission, ein Aufzug sowie kannelierte Eisensäulen erhalten. Der das Mühlrad beaufschlagende Mühlgraben zweigt südöstlich an einem Blockwehr von der Spree ab. Nach der Nutzung als Pulvermühle bis in das 19. Jahrhundert diente das Mühlgebäude mindestens bis zur Mitte des 20. Jahrhunderts als Mahlmühle und Reißerei. Als eine der ursprünglich im Spreetal zwischen Schirgiswalde und Bautzen angesiedelten Pulvermühlen aufgrund des umfangreichen und authentischen Bestands an Gebäuden und technischen Anlagen sowie aufgrund der Ausführung des Mühlgebäudes als landschaftstypisches Umgebindehaus von baugeschichtlicher, ortsgeschichtlicher und technikgeschichtlicher Bedeutung. Wohn- und Speicherhaus: Obergeschoss Fachwerk, Haustür mit Granitgewände, Granit-Freitreppe, Krüppelwalmdach. Wohnhaus Fachwerk-Giebel, darin Dreierbogenfenster. Noch vorhanden: Mühlrad 6 m Durchmesser. Transmission, kannelierte Eisensäulen, Aufzug. Mühlgraben (noch in Betrieb) mit Einlaufschütz sowie Blockwehr aus Bruchsteinen mit Grundablass (südliche Seite des Wehrs später erneuert, aber aufgrund seiner funktionellen Einheit weiterhin Teil des Denkmalensembles). 1995 als Ortsteil Neu-Callenberg erfasst. | 09252869 |
|                                         | Wohnstallhaus (Umgebinde) | Spreetalstraße 12 (Neu-Callenberg) (Karte)              | Haustür bezeichnet mit 1828                                              | Obergeschoss Fachwerk, Giebel verkleidet, baugeschichtlich von Bedeutung, steiles Krüppelwalmdach, Wirtschaftsteil mit Schleppdach, Fensterbekrönungen, 1995 als Ortsteil Neu-Callenberg erfasst | 09252868 |

## Carlsberg
| Bild                                    | Bezeichnung                                     | Lage                            | Datierung                 | Beschreibung | ID       |
| --------------------------------------- | ----------------------------------------------- | ------------------------------- | ------------------------- | --- | -------- |
| Direkt Bild zu diesem Denkmal hochladen | Wohnhaus (Umgebinde)                            | Heinrich-Heine-Straße 1 (Karte) | Ende 19. Jahrhundert      | Eingeschossig, baugeschichtlich und sozialgeschichtlich von Bedeutung, massiver Teil stark verändert, Blockstube verschalt, Giebel verkleidet, Dachhäuschen | 09252896 |
| Direkt Bild zu diesem Denkmal hochladen | Wohnhaus                                        | Heinrich-Heine-Straße 6 (Karte) | 2. Hälfte 18. Jahrhundert | Eingeschossig, teil massiv, teils Fachwerk, weitgehend original erhalten, baugeschichtlich und sozialgeschichtlich von Bedeutung, eingeschossig | 09252897 |
| Direkt Bild zu diesem Denkmal hochladen | Wohnhaus (Umgebinde) mit Scheunenanbau über Eck | Heinrich-Heine-Straße 7 (Karte) | Um 1800                   | Eingeschossig mit Dachausbau, weitgehend authentisch erhaltenes Zeugnis der alten Ortsbebauung, baugeschichtlich und sozialgeschichtlich von Bedeutung. Wohnhaus: eingeschossig, Giebel und Dachausbau verbrettert (Zierbretter), niedrige Blockstube, Fenster (mit Winterfenstern) originale Größe. | 09252831 |
| Direkt Bild zu diesem Denkmal hochladen | Haus Jaenichen; Wohnhaus                        | Tannenweg 5 (Karte)             | 1920er Jahre              | Holzbau im Heimatstil, baugeschichtlich von Bedeutung | 09252898 |
| Direkt Bild zu diesem Denkmal hochladen | Wohnhaus (Umgebinde)                            | Teichstraße 4 (Karte)           | Um 1800                   | Eingeschossig, baugeschichtlich und sozialgeschichtlich von Bedeutung, recht großer Umgebinde-Überstand an den Längsseiten, Fenster im ursprünglichen Sinne erneuert | 09252832 |

## Crostau
| Bild                                    | Bezeichnung                                                                                        | Lage                                                 | Datierung                                                                          | Beschreibung | ID       |
| --------------------------------------- | -------------------------------------------------------------------------------------------------- | ---------------------------------------------------- | ---------------------------------------------------------------------------------- | --- | -------- |
| Weitere Bilder                          | Rittergut und Gutspark Crostau (Sachgesamtheit)                                                    | Am Park 1, 4 (Karte)                                 | Vor 1700                                                                           | Sachgesamtheit Rittergut Crostau mit folgenden Einzeldenkmalen: Schloss (Nr. 4), nördlicher und östlicher Wirtschaftsflügel (Nr. 1) des Wirtschaftshofes, der Torbogen zwischen den beiden Wirtschaftsflügeln sowie umlaufende Einfriedungsmauer und Torpfeiler (siehe Einzeldenkmalliste unter gleicher Anschrift – Obj. 09252881), der Gutspark (Gartendenkmal) und der Wirtschaftshof als Sachgesamtheitsteil; baugeschichtlich, ortsgeschichtlich und gartenkünstlerisch von Bedeutung | 09303914 |
|                                         | Nördlicher und östlicher Wirtschaftsflügel des Wirtschaftshofes (Einzeldenkmal zu ID-Nr. 09303914) | Am Park 1 (Karte)                                    | 2. Hälfte 18. Jahrhundert                                                          | Einzeldenkmal der Sachgesamtheit Rittergut und Gutspark Crostau; baugeschichtlich und ortsgeschichtlich von Bedeutung. Wirtschaftsflügel: ein Gebäude eingeschossig, langgestreckt, mit drei Fledermausgaupen im Krüppelwalmdach, verbunden durch einen Torbogen mit drei weiteren, am Berg übereinander gestaffelten Gebäuden, alle massiv (Feldstein), mit Krüppelwalmdach, in der Heimatstube (Am Park 1) befindet sich seit 2011 der aus der alten Kirche stammende Altar aus dem 17. Jahrhundert, er befand sich zuvor im Stadtmuseum Bautzen. | 09252881 |
|                                         | Schloss Crostau (Einzeldenkmal zu ID-Nr. 09303914)                                                 | Am Park 4 (Karte)                                    | Vor 1700                                                                           | Einzeldenkmal der Sachgesamtheit Rittergut und Gutspark Crostau; baugeschichtlich und ortsgeschichtlich von Bedeutung. Schloss: zweigeschossig, Balkon über Eingang, Okulus im Giebel, Holzdecke um 1700. Renaissancedekor: Dachhäuschen, Giebel, Eckrustizierung, Traufgesims, zwei Wappen, Granitbrunnen. Schloss stand vor 1700, Abriss der Seitenflügel 1819, Umbau in Renaissanceformen um 1860, Holzdecke mit über hundert moralisierenden Sprüchen und Bildprogramm (von ca. 1700). | 09252881 |
|                                         | Torbogen zwischen den beiden Wirtschaftsflügeln (Einzeldenkmal zu ID-Nr. 09303914)                 | Am Park 1, 4 (Karte)                                 | Bezeichnet mit 1771                                                                | Einzeldenkmal der Sachgesamtheit Rittergut und Gutspark Crostau; baugeschichtlich und ortsgeschichtlich von Bedeutung | 09252881 |
| Direkt Bild zu diesem Denkmal hochladen | Umlaufende Einfriedungsmauer und Torpfeiler (Einzeldenkmal zu ID-Nr. 09303914)                     | Am Park 1, 4 (Karte)                                 |                                                                                    | Einzeldenkmal der Sachgesamtheit Rittergut und Gutspark Crostau; baugeschichtlich und ortsgeschichtlich von Bedeutung | 09252881 |
| Direkt Bild zu diesem Denkmal hochladen | Reste eines Springbrunnens im Gutspark (Einzeldenkmal zu ID-Nr. 09303914)                          | Am Park 1, 4 (Karte)                                 | 1803 (Granitbrunnen)                                                               | Einzeldenkmal der Sachgesamtheit Rittergut und Gutspark Crostau; baugeschichtlich und ortsgeschichtlich von Bedeutung. Unterseite des Parks: Reste einer Springbrunnenanlage, hier Sichtachse zum Schloss. | 09252881 |
| Direkt Bild zu diesem Denkmal hochladen | Wohnstallhaus und Scheune eines Hakenhofes                                                         | Am Wolfsberg 2 (Karte)                               | Bezeichnet mit 1892                                                                | Wohnstallhaus Obergeschoss Fachwerk verschiefert, Giebel ornamental verschiefert, Scheune größtenteils massiv, mit Dachreiter, baugeschichtlich und wirtschaftsgeschichtlich von Bedeutung | 09252899 |
| Direkt Bild zu diesem Denkmal hochladen | Gasthaus „Zur grünen Aue“ (Umgebinde) mit integriertem Scheunenteil und Scheune                    | An der Horke 1 (früher Bederwitzer Straße 1) (Karte) | Um 1800                                                                            | Gasthaus Obergeschoss Fachwerk ornamental verschiefert, baugeschichtlich und ortsgeschichtlich von Bedeutung. Gasthaus Umgebinde mit Kerbfries, steiles Satteldach, Laube über Eingang. Scheune aus Granithaustein. | 09252885 |
| Direkt Bild zu diesem Denkmal hochladen | Wohnstallhaus (Umgebinde)                                                                          | An der Horke 3 (früher Bederwitzer Straße 3) (Karte) | Um 1850                                                                            | Obergeschoss Fachwerk verbrettert, baugeschichtlich von Bedeutung, Erdgeschoss Winterfenster, Fenster in originaler Größe, Stallteil verändert, Umgebinde und Blockstube verschalt, Umgebinde mit Kerbfries | 09252889 |
| Direkt Bild zu diesem Denkmal hochladen | Wohnstallhaus (Umgebinde), Seitengebäude und Scheune eines Dreiseithofes                           | An der Horke 4 (früher Bederwitzer Straße 4) (Karte) | Türstock bezeichnet mit 1798                                                       | Wohnhaus Obergeschoss Fachwerk verschiefert, Seitengebäude Obergeschoss Fachwerk verbrettert, Scheune massiv, baugeschichtlich und wirtschaftsgeschichtlich von Bedeutung. Wohnstallhaus: Blockstube vorhanden, schmale Joche, rechts 3/3/3, Obergeschoss Fachwerk, verschiefert, Krüppelwalmdach, Giebel verschiefert, Korbbogenportal, Steinbau mit Backsteinfries, rundbogige Fenster im Giebel, halbrundbogiges Abschlussfenster, im Obergeschoss größere Panoramafenster. | 09252891 |
| Direkt Bild zu diesem Denkmal hochladen | Wohnstallhaus (Umgebinde)                                                                          | An der Horke 7 (früher Bederwitzer Straße 5) (Karte) | 1. Hälfte 19. Jahrhundert                                                          | Obergeschoss Fachwerk verbrettert, Giebel ornamental verschiefert, baugeschichtlich von Bedeutung, Umgebinde und Blockstube verschalt, Fenster leicht vergrößert, Stallteil umgebaut | 09252890 |
| Direkt Bild zu diesem Denkmal hochladen | Wohnstallhaus (Umgebinde)                                                                          | Hofberg 4 (früher Bergstraße 17) (Karte)             | Haustür bezeichnet mit 1837                                                        | Obergeschoss und Giebel Fachwerk verbrettert, weitgehend im ursprünglichen Sinne erhalten, baugeschichtlich von Bedeutung, Verzierungen an Umgebinde, Verbretterung (Friese) und Fensterrahmen, profiliertes Haustürgewände mit Schlussstein, Fenster originale Größe, lediglich Stallteil umgebaut | 09252884 |
| Direkt Bild zu diesem Denkmal hochladen | Wohnhaus (Umgebinde)                                                                               | Hofberg 10 (früher Bergstraße 23) (Karte)            | 1. Hälfte 19. Jahrhundert                                                          | Obergeschoss Fachwerk verbrettert, baugeschichtlich und straßenbildprägend von Bedeutung, ausladendes Umgebinde, 6/5/6 Joche, verzierte, enge Bögen, Umgebinde und Blockstube verschalt | 09252883 |
| Direkt Bild zu diesem Denkmal hochladen | Wohnstallhaus (Umgebinde)                                                                          | Isabella 4 (Karte)                                   | Um 1800                                                                            | Eingeschossig, sehr unterschiedliche Jochweiten, baugeschichtlich und sozialgeschichtlich von Bedeutung, Umgebinde und Blockstube verschalt, wahrscheinlich Weberhaus | 09252879 |
| Direkt Bild zu diesem Denkmal hochladen | Wohnstallhaus (Umgebinde)                                                                          | Isabella 6 (Karte)                                   | Um 1800                                                                            | Eingeschossig, baugeschichtlich und sozialgeschichtlich von Bedeutung, Eingriffe ins Giebelfachwerk, Umgebinde und Blockstube verschalt und sehr niedrig, Frackdach, wahrscheinlich Weberhaus | 09252880 |
| Direkt Bild zu diesem Denkmal hochladen | Wohnstallhaus (Umgebinde)                                                                          | Kälbersteinweg 6 (Karte)                             | Um 1800                                                                            | Eingeschossig, baugeschichtlich und sozialgeschichtlich von Bedeutung, Umgebinde (große Jochweiten) und Blockstube verschalt, Fenster in originaler Größe | 09252874 |
| Direkt Bild zu diesem Denkmal hochladen | Ehemalige Kirchschule                                                                              | Kirschauer Straße 2 (Karte)                          | Haustür bezeichnet mit 1846                                                        | Schlichter Putzbau mit Satteldach und Fledermausgaupen, baugeschichtlich und ortsgeschichtlich von Bedeutung, massiver, zweigeschossiger Bau mit antikisierenden Giebeln, alte Biberschwanzdeckung | 09252872 |
| Weitere Bilder                          | Dorfkirche Crostau; Kirche mit Ausstattung und Kirchhof                                            | Kirschauer Straße 4 (Karte)                          | Portal bezeichnet mit 1869 (Kirche); bezeichnet mit 1873 (Altarbild); 1732 (Orgel) | Schlichte Kirche mit Westturm und zweigeschossig gegliedertem Schiff mit Rundbogenfenstern, baugeschichtlich und ortsgeschichtlich von Bedeutung. Doppelempore mit beidseitig des 5/8-Chores integrierten Logen, rechts Kanzel, schlichter Altar mit „raffaelitischem“ Christus auf dem Retabel, hölzerne Taufe aus Schirgiswalde (bezeichnet 1869), Silbermannorgel mit Prospekt von George Bähr, Eingangsraum: drei Epitaphien mit Kinderbildnissen (Ende 16. Jahrhundert), Künstler des Altarbildes: Alfred Dietze. Silbermannorgel: 2-manual., von 1732. Bei Neuherrichtung 1932/33 hat Firma Eule, Bautzen, die von Jahn 1905 entfernte Quinte 1 1/2′ wieder eingebaut und dabei durch Umhängen der Mechanik die Normalstimmung hergestellt. | 09252870 |
| Direkt Bild zu diesem Denkmal hochladen | Pfarrhaus                                                                                          | Kirschauer Straße 6 (Karte)                          | Kern 1669; 1808                                                                    | Obergeschoss Fachwerk verschiefert, baugeschichtlich und ortsgeschichtlich von Bedeutung, Krüppelwalmdach, Schieferdeckung, Sprossenfenster, Türgewände mit Schlussstein | 09252871 |
| Direkt Bild zu diesem Denkmal hochladen | Steindeckerbrücke                                                                                  | Niedercrostauer Straße 1 (bei) (Karte)               | 19. Jahrhundert                                                                    | Drei Steine, kulturgeschichtlich von Bedeutung | 09252888 |
| Direkt Bild zu diesem Denkmal hochladen | Umgebindeteil eines Wohnhauses                                                                     | Niedercrostauer Straße 8 (Karte)                     | 1. Hälfte 19. Jahrhundert                                                          | Ohne hinteren Anbau, baugeschichtlich und sozialgeschichtlich von Bedeutung, Blockstube verschalt, linke Wohnhausseite durch Garageneinbau entscheidend verändert | 09252886 |
| Direkt Bild zu diesem Denkmal hochladen | Wohnhaus (Umgebinde)                                                                               | Schirgiswalder Straße 1 (Karte)                      | 2. Hälfte 19. Jahrhundert                                                          | Obergeschoss Fachwerk verkleidet, baugeschichtlich von Bedeutung, Erdgeschoss Winterfenster, Giebel verschiefert | 09252873 |
| Direkt Bild zu diesem Denkmal hochladen | Wohnstallhaus (Umgebinde)                                                                          | Straße der Freundschaft 24 (Karte)                   | Um 1850                                                                            | Obergeschoss Fachwerk verbrettert, baugeschichtlich und straßenbildprägend von Bedeutung, Umgebinde links 3/4/3 Joche, originale Blockstube, Obergeschoss und Giebel verbrettert, Satteldach mit langgezogener Hechtgaupe, Fensterrahmungen reich profiliert und verziert, Tür rückwärtig (wohl Bezeichnung) | 09252894 |
| Direkt Bild zu diesem Denkmal hochladen | Wohnstallhaus                                                                                      | Straße der Freundschaft 25 (Karte)                   | 2. Hälfte 19. Jahrhundert                                                          | Obergeschoss Fachwerk, baugeschichtlich von Bedeutung, Erdgeschoss massiv, verputzt, Obergeschoss Fachwerk mit originalen Fenstern (reich verzierte Fensterrahmungen), spitzes Satteldach, hinterer Teil des Gebäudes komplett überformt und verändert, so dass es als Denkmal gestrichen wird, weil nicht mehr begründbar hinsichtlich Authentizität und historischer Aussagefähigkeit | 09252893 |
| Direkt Bild zu diesem Denkmal hochladen | Wohnstallhaus (ehemaliges Umgebinde) mit Oberlaube                                                 | Talstraße 19 (Karte)                                 | Türstock bezeichnet mit 1846                                                       | Obergeschoss Fachwerk verbrettert, baugeschichtlich und straßenbildprägend von Bedeutung, Blockstube erhalten, Oberlaube über Tür zum Stallteil hin, Fenster zum Teil original mit Verzierungen, zum Teil schlicht, Satteldach | 09252892 |
| Direkt Bild zu diesem Denkmal hochladen | Wohnstallhaus (Umgebinde)                                                                          | Talstraße 30 (Karte)                                 | 1. Hälfte 19. Jahrhundert                                                          | Obergeschoss Fachwerk verbrettert, baugeschichtlich von Bedeutung, Umgebinde links 2/3/2 Joche, originale Blockstube, Satteldach, profilierte Fensterrahmungen | 09252895 |
|                                         | Wohnhaus (Umgebinde) über winkligem Grundriss                                                      | Wurbiser Straße 1 (Karte)                            | Um 1800                                                                            | Doppelstubenhaus mit umlaufendem Umgebinde, Obergeschoss Fachwerk verkleidet, baugeschichtlich und straßenbildprägend von Bedeutung, Fenster weitgehend originale Größe, einige verändert, Biberschwanzdeckung, Anbau Falzziegel | 09252875 |
| Direkt Bild zu diesem Denkmal hochladen | Wohnhaus (Umgebinde)                                                                               | Wurbiser Straße 8 (Karte)                            | 2. Hälfte 18. Jahrhundert; Obergeschoss später                                     | Auf hohem Sockel, Obergeschoss Fachwerk verkleidet, baugeschichtlich von Bedeutung, Umgebinde und Blockstube verschalt, später aufgebautes Fachwerk-Obergeschoss (mit Überstand), Fenster leicht verändert | 09252877 |
| Direkt Bild zu diesem Denkmal hochladen | Wohnstallhaus (Umgebinde)                                                                          | Wurbiser Straße 10 (Karte)                           | Haustür bezeichnet mit 1840                                                        | Obergeschoss Fachwerk verbrettert, Giebelseite und Rückseite verkleidet, baugeschichtlich von Bedeutung, Blockstube und Umgebinde verschalt, Krüppelwalmdach, Erdgeschoss Winterfenster, Fenster originale Größe, ein großer Teil gesprosst | 09252876 |
| Direkt Bild zu diesem Denkmal hochladen | Wohnstallhaus (Umgebinde)                                                                          | Wurbiser Straße 12 (Karte)                           | Um 1850                                                                            | Obergeschoss Fachwerk verbrettert, baugeschichtlich und ortsbildprägend von Bedeutung, Umgebinde links 5/3/5 Joche, Umgebinde und Blockstube verschalt, Krüppelwalmdach, Biberschwanzdeckung, zwei Bogenfenster im Giebel | 09252878 |

## Halbendorf/Gebirge
| Bild                                    | Bezeichnung | Lage                                                        | Datierung | Beschreibung | ID       |
| --------------------------------------- | --- | ----------------------------------------------------------- | --- | --- | -------- |
| Direkt Bild zu diesem Denkmal hochladen | Haltepunkt Crostau (Sachsen); Wartehalle und Granitsäulen für die Begrenzung des Bahnsteiges am Hang                          | (am Kilometer 3, 290) (Karte)                               | Um 1890 | Bahnstrecke Großpostwitz–Löbau, kleines verbrettertes Holzhaus, eisenbahngeschichtlich von Bedeutung, Bahnsteigkante aus Holz | 09301857 |
|                                         | Herrenhaus und Gutspark des ehemaligen Rittergutes Halbendorf                                                                 | Am Rittergut 2 (früher Gartenweg 2) (Karte)                 | Um 1905 | Repräsentativer Putzbau mit gegiebelten Seitenrisaliten und dominantem Eckturm, neobarocke Fassadengestaltung, Gutspark mit altem Baumbestand, singulär im Ort, baugeschichtlich und ortsgeschichtlich von Bedeutung, neobarockes Dekor (Turmhelm, Giebel), Fenster mit Jugendstileinfluss, hölzernes Eingangshäuschen, Freitreppe, Mansarddach mit Biberschwanzdeckung, Bau entstand in Verbindung mit dem ehemaligen Rittergut                                  | 09252829 |
| Direkt Bild zu diesem Denkmal hochladen | Obermühle; Mühlenwohnhaus (Umgebinde) mit Wassergraben und mittelschlächtigem Wasserrad sowie Mühlsteinen                     | Halbendorfer Straße 5 (früher Bautzener Straße 5) (Karte)   | Türstock bezeichnet mit 1851 | Wohnhaus Obergeschoss Fachwerk, zum Teil ornamental verschiefert, baugeschichtlich und ortsgeschichtlich von Bedeutung, Fenster in Originalgröße, 2000: Restaurierung des Anwesens | 09252823 |
| Direkt Bild zu diesem Denkmal hochladen | Gasthaus „Deutscher Kaiser“ (Umgebinde)                                                                                       | Halbendorfer Straße 12 (früher Bautzener Straße 8) (Karte)  | Türgewände bezeichnet mit 1839 | Ohne massiven Anbau, Obergeschoss Fachwerk, baugeschichtlich und ortsbildprägend von Bedeutung, Umgebinde profiliert, stattlicher Baukörper mit steilem Satteldach, Obergeschoss Fachwerk, zum Teil verkleidet, Fenstergrößen zum Teil durch Fachwerkeinbrüche verändert | 09252824 |
| Direkt Bild zu diesem Denkmal hochladen | Wohnstallhaus (Umgebinde) | Halbendorfer Straße 13 (früher Bautzener Straße 13) (Karte) | 1. Hälfte 19. Jahrhundert | Ohne Garagenanbau, Obergeschoss Fachwerk verkleidet, verkörpert Rest der alten Auenbebauung, baugeschichtlich von Bedeutung, Obergeschoss Fachwerk, verkleidet, Fenster originale Größe, Satteldach/Falzziegel, Teil des Hauses verbaut | 09252826 |
| Weitere Bilder                          | Wohnstallhaus (Umgebinde) | Halbendorfer Straße 16 (früher Bautzener Straße 16) (Karte) | Um 1850 | Obergeschoss Fachwerk verbrettert, Giebel verbrettert, baugeschichtlich von Bedeutung, Fenster gesprosst und in originaler Größe, Winterfenster, steiles Satteldach, Biberschwanzdeckung | 09252827 |
| Direkt Bild zu diesem Denkmal hochladen | Niedermühle (ehemals); Mühlenwohnhaus (Umgebinde) und Reste des Mühlgrabens                                                   | Rodewitzer Straße 4 (Karte)                                 | 1830 | Obergeschoss Fachwerk teils verbrettert, teils massiv, baugeschichtlich und ortsgeschichtlich von Bedeutung, Giebel ornamental verschiefert, Hechtgaupe, Fenster vergrößert, zum Teil durch Eingriffe ins Fachwerk | 09252828 |
|                                         | Königlich-Sächsische Meilensteine (Sachgesamtheit), Meilenstein                                                               | Suppo (Karte)                                               | 19. Jahrhundert | Verkehrsgeschichtlich von Bedeutung, in Sandstein, 1995 unter Ortsteil Suppo erfasst, 2000: Restaurierung des Steines und Aufstellung am angegebenen Ort | 09252825 |
| Direkt Bild zu diesem Denkmal hochladen | Zwei Seitengebäude eines Vierseithofes über winkligem Grundriss, das nördliche mit Oberlaube sowie Portal des Wohnstallhauses | Waldweg 2 (Karte)                                           | Bezeichnet mit 1791 (Seitengebäude); bezeichnet mit 1847 (Keller); bezeichnet mit 1864 (Seitengebäude); bezeichnet mit 1831 (Portal) | Aussehen des 19. Jahrhunderts noch weitgehend erhalten, Seitengebäude Sichtfachwerk mit sehr dicken Balken, Erdgeschoss Bruchstein, Oberlaube teilweise ausgemauert, Scheunendurchfahrt, Granitportal des Wohnstallhauses profiliert, mit Kämpfer, baugeschichtlich und wirtschaftsgeschichtlich von Bedeutung, Krüppelwalmdächer mit alter Biberschwanzdeckung, Gewölbe, bis August 2011 irrtümlich unter Waldweg 4 in der Denkmalliste, laut ALK-Daten Nummer 2 | 09252822 |

## Kirschau
| Bild                                    | Bezeichnung | Lage                                        | Datierung                                                                                      | Beschreibung | ID       |
| --------------------------------------- | --- | ------------------------------------------- | ---------------------------------------------------------------------------------------------- | --- | -------- |
|                                         | Dreiländerstein (Grenzstein) | (Nähe Kesselstraße, am Bach) (Karte)        | Bezeichnet mit 1746                                                                            | Dreikantiger Granitstein, am Grenzpunkt zwischen Kirschau (Lausitz), Schirgiswalde (Böhmen) und Wilthen (Meißen) mit entsprechenden Beschriftungen, ortsgeschichtlich von Bedeutung | 09252612 |
| Weitere Bilder                          | Burgruine Körse (Sachgesamtheit) | Am Schloßberg (Karte)                       | Nach 1200                                                                                      | Sachgesamtheit Burgruine Körse mit folgenden Einzeldenkmalen: Burgruine mit bis zu 3 m hohen Ringmauern der Hauptburg und Torbogen der Vorburg (siehe Einzeldenkmalliste – Obj. 09252617) sowie Burgberg; Reste einer frühdeutschen Burg, ehemalige Hauptburg, Bergfried und Bastionen, errichtet über slawischer Wehranlage, baugeschichtlich, ortsgeschichtlich und landschaftsgestaltend von Bedeutung | 09303918 |
| Weitere Bilder                          | Burgruine mit bis zu drei Meter hohen Ringmauern der Hauptburg (Einzeldenkmal zu ID-Nr. 09303918) | Am Schloßberg (Karte)                       | Nach 1200                                                                                      | Einzeldenkmal der Sachgesamtheit Burgruine Körse; Reste einer frühdeutschen Burg, ehemalige Hauptburg, Bergfried und Bastionen, errichtet über slawischer Wehranlage, baugeschichtlich, ortsgeschichtlich und landschaftsgestaltend von Bedeutung, bis 2011 irrtümlich unter der Straßenbezeichnung Burgberg in der Denkmalliste | 09252617 |
| Weitere Bilder                          | Torbogen der Vorburg (Einzeldenkmal zu ID-Nr. 09303918) | Am Schloßberg (Karte)                       | Nach 1200                                                                                      | Einzeldenkmal der Sachgesamtheit Burgruine Körse; Reste einer frühdeutschen Burg, ehemalige Hauptburg, Bergfried und Bastionen, errichtet über slawischer Wehranlage, baugeschichtlich, ortsgeschichtlich und landschaftsgestaltend von Bedeutung, bis 2011 irrtümlich unter der Straßenbezeichnung Burgberg in der Denkmalliste | 09252617 |
| Direkt Bild zu diesem Denkmal hochladen | Wohnstallhaus mit Oberlaube | Am Schloßberg 11 (Karte)                    | Um 1800                                                                                        | Obergeschoss Fachwerk verbrettert, Giebel verschiefert, im Ort singulär, baugeschichtlich und hausgeschichtlich von Bedeutung, ehemaliges Weberhaus, geschlossene Oberlaube unter Schleppdach, sehr kleine Fenster in originaler Größe | 09252618 |
| Direkt Bild zu diesem Denkmal hochladen | Wohnstallhaus (ohne östlichen Anbau) und südwestliche Scheune | Am Schloßberg 12 (Karte)                    | Türstock bezeichnet mit 1826                                                                   | Wohnhaus Obergeschoss Fachwerk, Giebel verschiefert, Türstock Granit, Scheune Fachwerk, mit Krüppelwalmdach, baugeschichtlich und wirtschaftsgeschichtlich von Bedeutung, ehemaliges Weberhaus | 09252619 |
|                                         | Fabrikantenvilla mit Villengarten, Brunnenbecken und Einfriedung (Villa Pelz) | Bautzener Straße 30 (Karte)                 | Vor 1914                                                                                       | Repräsentativer Villenbau im Reformstil der Zeit um 1910, baugeschichtlich, gartenkünstlerisch und ortsgeschichtlich von Bedeutung, reiche Dachlandschaft, Balkon auf dorischen Säulen, Gliederung durch Pilaster, Gurtgesimse, bemerkenswerter Fensterrhythmus | 09252600 |
| Direkt Bild zu diesem Denkmal hochladen | Wohnhaus mit Einfriedung | Bautzener Straße 32 (Karte)                 | Um 1920                                                                                        | Putzbau mit vertikalen Ornamentbändern, baugeschichtlich von Bedeutung, mit Erker/Wintergarten, Walmdach | 09252595 |
| Direkt Bild zu diesem Denkmal hochladen | Wohnhaus in halboffener Bebauung | Bautzener Straße 47 (Karte)                 | Um 1905                                                                                        | Putzbau mit reicher, gut erhaltener Putzgliederung, Mittelbetonung durch Risalit und Giebel, baugeschichtlich von Bedeutung | 09252599 |
| Weitere Bilder                          | Rathaus | Bautzener Straße 50 (Karte)                 | Bezeichnet mit 1920, im Kern älter                                                             | Putzbau mit Volutengiebel, aufwendige Fenstergewände und Bleiglasfenster, prägnanter Eingang mit Sandsteinskulptur (Putto sitzt auf Scheuertuch, mit Schiffchen über Schulter und Arm), baugeschichtlich und ortsgeschichtlich von Bedeutung. 1920/1921 Umbau des alten Schulhauses in ein neues Rathaus, Entwurf und Ausführung J. Arthur Bohlig, Dresden. Bauplastik von Georg Türke 1921 geschaffen: über Eingangslaube Sandsteinskulptur „Putto mit Schiffchen“ (signiert) und an Fassade steinernes Ortswappen (Quelle: Knüppel 2005, S. 34, 182). | 09252592 |
|                                         | Verwaltungsgebäude (interne Haus-Nr. 22) mit seitlichem Anbau, Einfriedung und neben stehender Toreinfahrt, straßenbegleitende Fassade des Fabrikgebäudes und weiteres Fabrikgebäude (interne Haus-Nr. 20) mit Einfriedung eines Textilwerkes (ehemals Fabrik Eggert, Vereinigte Grobgarnwerke) | Bautzener Straße 51 (Karte)                 | Um 1910/1920                                                                                   | Bauten von großer Einheitlichkeit der Linie, Reformstil der Zeit um 1910, baugeschichtlich, ortsgeschichtlich und straßenbildprägend von Bedeutung. Verwaltungshaus Nummer 20: originale Einfriedung, reiche Sprossenfenstergliederung, Pilaster, aufwendige Jugendstil-Eingangssituation, rhythmische, straßenbildprägende moderne Fassade des daneben liegenden Fertigungsgebäudes. Neobarockes Produktionsgebäude (Nummer 20): mit Einfriedung, mit von Giebeln unterbrochenem Mansarddach, ionischer Pilastergliederung, Thermenelementen. | 09252598 |
| Weitere Bilder                          | Sparkasse | Bautzener Straße 52 (Karte)                 | 1920er Jahre                                                                                   | Putzbau im Heimatstil mit zentralem Giebel und reich ornamentiertem Sandsteinportal (Putto mit Bienenkorb und Geldsack, Schiff, geflügelte Schlange, Zepter – als Hinweis für erfolgreichen Handel), baugeschichtlich und ortsgeschichtlich von Bedeutung, mit Mansarddach | 09252591 |
| Direkt Bild zu diesem Denkmal hochladen | Wohnhaus | Bautzener Straße 53 (Karte)                 | Um 1900                                                                                        | Putzbau mit reicher Putzgliederung, baugeschichtlich von Bedeutung, Putzgliederung, Fensterbekrönungen, Gurtgesimse, Hermenpilaster im Fenstergewände, aufwendige Haustür, Jugendstilanbau Abbruch vor 2011 | 09252597 |
|                                         | Fabrikantenvilla mit Villengarten und Einfriedung | Bautzener Straße 55 (Karte)                 | Bezeichnet mit 1902                                                                            | Reiche Fassade mit Zitaten der Renaissance, baugeschichtlich und ortsgeschichtlich von Bedeutung, verzierte Holzelemente an den Seiten, prägnanter Mittelrisalit, Seitentürmchen mit Mondsichel, Eckrustizierung, Obergeschoss in korinthischer Ordnung (Pilaster), aufwendige Fensterrahmung floraler Art | 09252596 |
| Direkt Bild zu diesem Denkmal hochladen | Fabrikantenvilla mit Einfriedung | Bautzener Straße 57 (Karte)                 | 1905/1910                                                                                      | Putzbau mit mansardartiger Dachlandschaft, stark gegliederter Baukörper, drückt wirtschaftliche Blüte des Ortes aus, baugeschichtlich von Bedeutung | 09252594 |
| Weitere Bilder                          | Turnhalle | Bautzener Straße 66 (am Sportplatz) (Karte) | 1910er Jahre                                                                                   | Zeittypischer Putzbau über Doppel-T-Grundriss mit neobarocker Gestaltung, baugeschichtlich, ortsgeschichtlich und sozialgeschichtlich von Bedeutung, Schmalseiten stellen Mansarddachhäuser dar, Pilastergliederung, Dachreiter | 09252606 |
| Weitere Bilder                          | Kirschauer Schule, ohne rückwärtige Anbauten nach 1945 | Bautzener Straße 67 (Karte)                 | Heimatstilseite bezeichnet mit 1907; bezeichnet mit 1922                                       | Repräsentativer Putzbau von klassizistischer Wirkung, Heimatstilelemente, baugeschichtlich, ortsgeschichtlich und straßenbildprägend von Bedeutung, heterogene Bauglieder, teils Heimatstil-Fachwerk/Umgebinde/Schindel, teils Klassizismus-Zitat – Zahnschnittfries, reiche Reliefierung, Tiere | 09252593 |
|                                         | Wohnhaus mit Laden | Bautzener Straße 73 (Karte)                 | 1925/1930                                                                                      | Teil eines Komplexes aus drei zusammenhängenden Gebäuden, mit kleiner Arkatur und dominantem Eckaltan mit Reliefs, Bogen und Fensterrahmung im Erdgeschoss in expressionistischer Formensprache, baugeschichtlich und straßenbildprägend von Bedeutung. Geschäftshaus nach einem Entwurf des Dresdner Architekten J. Arthur Bohlig, 1924–1925. bauplastischer Schmuck (Reliefs) wohl von Georg Türke, 1925: „Putto mit Schiff“, „Minnesänger“, „Kopf, männlich“, „Kopf, weiblich“, 5 Verzierungen (Quelle: Knüppel 2005, S. 40, 192f.). | 09252589 |
| Weitere Bilder                          | Postgebäude | Bautzener Straße 75 (Karte)                 | 1924                                                                                           | Teil eines Komplexes aus drei zusammenhängenden Gebäuden, repräsentativer Putzbau mit Volutengiebel in Anlehnung an deutsche Renaissance, prägt das Bild des Zentrums mit, baugeschichtlich und ortsgeschichtlich von Bedeutung, Entwurf und Ausführung eines Postgebäudes vom Architekten J. Arthur Bohlig, Dresden im Auftrag der Gemeinde Kirschau, Bauplastischer Schmuck und Relief „Putto als Postillon“ am Giebel wohl von Georg Türke, 1924 | 09252588 |
| Direkt Bild zu diesem Denkmal hochladen | Wohnhaus mit seitlicher Einfriedung | Bautzener Straße 77 (Karte)                 | 1910/1920                                                                                      | Putzbau mit Gliederung, Ecklagenbetonung durch Dachhelm, Balkon, baugeschichtlich von Bedeutung, Gliederung durch stilisierte Kolossalpilaster, mit Wetterfahne | 09252586 |
| Direkt Bild zu diesem Denkmal hochladen | Scheune eines Zweiseithofes | Bautzener Straße 85 (Karte)                 | 1. Hälfte 19. Jahrhundert                                                                      | Fachwerkscheune mit zwei großen Toren, original erhaltenes Beispiel für die Dorfsituation vor der Industrialisierung, im Ort singulär, baugeschichtlich und wirtschaftsgeschichtlich von Bedeutung, Krüppelwalmdach, einfache Biberschwanzdeckung | 09252607 |
| Direkt Bild zu diesem Denkmal hochladen | Mietvilla | Bautzener Straße 89 (Karte)                 | 1925                                                                                           | Mit hohem Authentizitätsgrad hinsichtlich äußeres Erscheinungsbild der 1920er Jahre und innerer Ausstattung, baugeschichtliche Bedeutung | 09306462 |
|                                         | Mietvilla mit Einfriedung | Bautzener Straße 91 (Karte)                 | 1904                                                                                           | Späthistoristische Fassade mit Stilelementen der Neorenaissance, Eckturm, kunstvolles hölzernes Eingangshäuschen, baugeschichtlich und straßenbildprägend von Bedeutung, reichlich Neorenaissance-Dekor erhalten: Pflanzenfries, Lunette, Fensterbekrönungen, Pilaster, schmiedeeiserne Einfriedung | 09252602 |
| Direkt Bild zu diesem Denkmal hochladen | Villa mit Einfriedung | Bautzener Straße 93 (Karte)                 | 1910er Jahre                                                                                   | Putzbau mit Reformstilelementen der Zeit um 1910, baugeschichtlich von Bedeutung, Mansarddach mit phantasievollen, unterschiedlichen Seitengiebeln, ein Balkon auf Pfeilern, einer auf dorischen Säulen | 09252605 |
| Weitere Bilder                          | Johanneskirche und Friedhof Kirschau (Sachgesamtheit) | Bautzener Straße 99a (Karte)                | Um 1920                                                                                        | Sachgesamtheit Johanneskirche und Friedhof Kirschau mit folgenden Einzeldenkmalen: Kirche mit vorgelagerter zweiläufiger Freitreppenanlage und Denkmal für die Gefallenen des Ersten Weltkrieges sowie Leichenhalle, drei Grabmale, zwei Granitbrunnen, mehrere Bänke mit Granitauflegern und Einfriedungsmauer mit seitlichem Treppenaufgang mit zwei Kugelaufsätzen am Tor (siehe Einzeldenkmalliste – Obj. 09252603), die Friedhofsgestaltung mit zwei Lindenalleen (Gartendenkmal) und der Friedhof als Sachgesamtheitsteil; baugeschichtlich, ortsgeschichtlich und künstlerisch von Bedeutung | 09303915 |
| Weitere Bilder                          | Kirche mit vorgelagerter zweiläufiger Freitreppenanlage und Denkmal für die Gefallenen des Ersten Weltkrieges (Einzeldenkmal zu ID-Nr. 09303915) | Bautzener Straße 99a (Karte)                | Bezeichnet mit 1922/1924                                                                       | Einzeldenkmal der Sachgesamtheit Johanneskirche und Friedhof Kirschau; baugeschichtlich, ortsgeschichtlich und künstlerisch von Bedeutung. Kirche besonders prägnant durch Kuppel und Laterne, innen durch Rotunde und Emporen mit einfachem Ornament gestalteter Raum, Farbglasfenster mit Aposteln, Eingang mit Apostelsymbolen, Gebälk wird von zwei Säulen mit Würfelkapitellen getragen, Entwurf und Ausführung J. Arthur Bohlig 1922–1924, Portalfigur „Johannes“, Verzierungen am Säulenportal und Holzschnitzereien an der Eingangstür von Georg Türke 1924. Treppenanlage vor der Kirche (Granit) mit integriertem Denkmal (Inschrift: „Gedenket unser!“) mit Figur sitzender trauernder Frau (Sandstein, bezeichnet „G. Türke“, auf untergliedertem Sockel mit Löwenbrunnen von Georg Türke) sowie zwei Metallplatten mit Namen der Gefallenen des Ortes (in Mauer eingelassen), Einweihung des Kriegerdenkmals am 20. April 1924, Treppe und Denkmal passen gestalterisch nicht zusammen, Treppenaufgang war laut Plan 1945 schon vorhanden, eventuell in anderer Gestaltungsart, aber Form der Anlage war schon so. Kirche wurde vom Fabrikbesitzer Adolf Friese zum Gedenken an seinen im I. Weltkrieg gefallenen Sohn Johannes gestiftet (Gedenkstein im Innern). | 09252603 |
| Direkt Bild zu diesem Denkmal hochladen | Leichenhalle (Einzeldenkmal zu ID-Nr. 09303915) | Bautzener Straße 99a (Karte)                | 1920                                                                                           | Einzeldenkmal der Sachgesamtheit Johanneskirche und Friedhof Kirschau. Bauantrag von 1920 von Georg Kolbe siehe Bauakte, eingeschossiger Putzbau mit pilastergerahmtem Eingang, Walmdach mit Turmaufsatz und zwei Gaupen, 1923 kleiner Schuppenanbau, 1951 Umbau (Trennwand aus Parentationshalle entfernt, Anbau eines Kirchenraumes). | 09252603 |
| Direkt Bild zu diesem Denkmal hochladen | Drei Grabmale (Einzeldenkmal zu ID-Nr. 09303915) | Bautzener Straße 99a                        | 1920er Jahre (Fam. Richard Kretzschmar; Richard Wagner; M. A. Wagner, C. A. Wagner, M. Wagner) | Einzeldenkmale der Sachgesamtheit Johanneskirche und Friedhof Kirschau: - Grabmal für Familie Richard Kretzschmar, 1920er Jahre (Sandstein, Brunnenkranz mit Kreuz, Schlange, Waage mit Herz und Gewicht = Seele?) in den Waagschalen, oben Kupferkreuz, künstlerischer Wert. - Grabmal Richard Wagner, 1920er Jahre (rotes Gestein, Tempelmotiv mit Frauenfigur mit zwei Kindern in einem Schrein), Inschriften: „Fride Hildegard, geb. Schmeiß, * 1892 – † 1920“ (stark verwittert) und Ernst Richard * ..88 – †..94 - Grabmal für Marie Amelie Wagner, Carl August Wagner, Martha Wagner und Gertrud Wünsche, 1920er Jahre (schwarzer, polierter Granit mit vergoldeter Inschrift und Bronzeplatte – Relief trauernder Engel –, mit Einfriedung – Kette verloren) | 09252603 |
| Direkt Bild zu diesem Denkmal hochladen | Zwei Granitbrunnen (Einzeldenkmal zu ID-Nr. 09303915) | Bautzener Straße 99a (Karte)                | 1920er Jahre                                                                                   | Einzeldenkmale der Sachgesamtheit Johanneskirche und Friedhof Kirschau | 09252603 |
| Direkt Bild zu diesem Denkmal hochladen | Mehrere Bänke mit Granitauflegern (Einzeldenkmal zu ID-Nr. 09303915) | Bautzener Straße 99a                        | 1920er Jahre                                                                                   | Einzeldenkmale der Sachgesamtheit Johanneskirche und Friedhof Kirschau | 09252603 |
| Direkt Bild zu diesem Denkmal hochladen | Einfriedungsmauer mit seitlichem Treppenaufgang mit zwei Kugelaufsätzen am Tor (Einzeldenkmal zu ID-Nr. 09303915) | Bautzener Straße 99a (Karte)                | 1920er Jahre                                                                                   | Einzeldenkmal der Sachgesamtheit Johanneskirche und Friedhof Kirschau | 09252603 |
| Direkt Bild zu diesem Denkmal hochladen | Wohnhaus (nur reich ausgebildete Rückfassade zur Mühlstraße) | Bergstraße 1 (Karte)                        | Im Giebel bezeichnet mit 1901                                                                  | Putzbau mit historisierender Ornamentik, baugeschichtlich von Bedeutung, zweigeschossig, Gurtgesims, Zwillings- und Drillingsfenster | 09252615 |
| Direkt Bild zu diesem Denkmal hochladen | Wohnstallhaus (Umgebinde) | Callenberger Straße 2 (Karte)               | Bezeichnet mit 1850                                                                            | Obergeschoss Fachwerk, Giebel ornamental verschiefert, baugeschichtlich von Bedeutung, Dachüberstand | 09252608 |
| Direkt Bild zu diesem Denkmal hochladen | Villa mit Einfriedung | Callenberger Straße 16 (Karte)              | 1920er Jahre                                                                                   | Putzbau mit Walmdach, Eckturm und halbrundem Balkon über Wintergarten, getragen durch Halbsäulen mit Kapitellen, expressionistische Ornamentik, baugeschichtlich von Bedeutung | 09252616 |
| Direkt Bild zu diesem Denkmal hochladen | Sparkassengebäude | Friesestraße 1 (Karte)                      | Bezeichnet mit 1922                                                                            | Teil eines Komplexes aus drei zusammenhängenden Gebäuden, mit ornamentierter Fassade in expressionistische Formensprache, prägt das Bild des Zentrums mit, baugeschichtlich und ortsgeschichtlich von Bedeutung. Sprossenfenster, Mansarddach, im Erdgeschoss rundbogige Fenster Entwurf und Ausführung des Gebäudes für die Löbauer Bank (später Commerzbank), heute Sparkasse vom Dresdner Architekten Arthur Bohlig, Bauplastik: „Putto mit Bienenkorb und Geldsack“ über dem Haupteingang und „Ornament“ über dem Nebeneingang von Georg Türke (Quelle: Knüppel 2005, S. 37, 185). | 09252587 |
| Direkt Bild zu diesem Denkmal hochladen | Straßenseitiges Fabrikgebäude eines Industriekomplexes | Friesestraße 12c (Karte)                    | Um 1910                                                                                        | Aufwändige bauzeitlicher Fassadengestaltung mit hohem Originalitätsgrad, baugeschichtlich und ortsgeschichtlich von Bedeutung. Fassade bestehend aus zwei Fronten, asymmetrisch unterteilt, annähernd mittiger Eingang mit originalem schmiedeeisernem Tor. Rechts 8 Fensterachsen, symmetrische Anordnung, aufwändige Gestaltung mit geschwungenem Giebelsaufsatz und wandgliedernden Lisenen (farbig grau gefasst und damit vom gelblichen Wandton abgesetzt), rechteckige Industriefenster mit reicher Sprossung, oben abgerundete Ecken, statt Fensterbänken mehrere abgetreppte versetzte Reihen glasierter grüner Kacheln, linker Gebäudeteil schlichter ausgeprägt, einfache Reihung hochrechteckiger Industriefenster, im Erdgeschoss mit originalen Fenstervergitterungen. | 09303476 |
| Direkt Bild zu diesem Denkmal hochladen | Wohnhaus | Kesselstraße 1 (Karte)                      | Um 1910                                                                                        | Zeugnis der Umgestaltung des Ortes im frühen 19. Jahrhundert, baugeschichtlich von Bedeutung, zweigeschossiger massiver Putzbau, Arkatur, einige Fenster ungünstig vergrößert, Gebäude vermutlich von Arthur Bohlig | 09276261 |
| Direkt Bild zu diesem Denkmal hochladen | Wohnhaus mit Einfriedung | Kesselstraße 10 (Karte)                     | Um 1905                                                                                        | Putzbau mit Putzgliederung in vegetabilen Formen, dem Jugendstil nahestehend, baugeschichtlich von Bedeutung, Zwerchgiebel, Dachhäuschen, Zahnschnittfriesgesims, wohl Genossenschaftsgebäude | 09252610 |
| Direkt Bild zu diesem Denkmal hochladen | Wohnhaus mit Einfriedung | Kesselstraße 12 (Karte)                     | Um 1905                                                                                        | Putzbau mit Putzgliederung in geometrischen Formen, baugeschichtlich von Bedeutung, Zwerchgiebel, Dachhäuschen, Zahnschnittgesims, wohl Genossenschaftsgebäude | 09252611 |
| Direkt Bild zu diesem Denkmal hochladen | Villenartiges Wohnhaus eines Dreiseithofes | Lessingstraße 2a (Karte)                    | Bezeichnet mit 1908                                                                            | Gründerzeitlicher Putzbau mit aufwändiger Gliederung, baugeschichtlich und ortsgeschichtlich von Bedeutung. Wohnhaus gehörte ursprünglich dem damals einflussreichsten Bauern von Kirschau, Herrn Emil Schmeiß, Bau weist noch heute in der Mehrzahl Gestaltungselemente der Erbauungszeit auf (Störungen: ein Fenster gartenseitig und Dachdeckung derzeit: Schindeln), auch Innenbereiche weitgehend erhalten, Putzornamentik an Fassaden und Zierfachwerk im Giebel gartenseitig (Aufnahme nachträglich auf Anregung des Landratsamt Bautzen). | 09253193 |
| Direkt Bild zu diesem Denkmal hochladen | Wohnhaus (Umgebinde) | Mühlstraße 3 (Karte)                        | 2. Hälfte 19. Jahrhundert                                                                      | Doppelstubenhaus, Obergeschoss und Giebel Fachwerk verbrettert, Fensterrahmungen verziert, weitgehend original erhaltenes Beispiel für ursprüngliche Bebauung vor der Ortsumgestaltung, baugeschichtlich von Bedeutung | 09252613 |
| Direkt Bild zu diesem Denkmal hochladen | Fabrikgebäude | Mühlstraße 5 (Karte)                        | 1920er Jahre                                                                                   | Eingeschossiger Putzbau mit Ecklösung über polygonalem Grundriss, flache Kuppel mit Laterne über Säulen und Halbsäulen, baugeschichtlich und straßenbildprägend von Bedeutung, heute Getriebewerk Firma Walterscheid, Nummer 102 | 09252614 |
| Direkt Bild zu diesem Denkmal hochladen | Fabrikantenvilla mit Villengarten und Einfriedung | Waldstraße 23 (Karte)                       | Nach 1910                                                                                      | Villa in Hanglage über Substruktionen, Hauptfassade mit Mittelrisalit, Ecken turmartig ausgebaut, Balkon halbrund auf kannelierten Säulen, Skulpturenschmuck mit Bezug auf Textilgewerbe, Seitenpavillon, Villengarten mit altem Baumbestand, baugeschichtlich und gartenkünstlerisch von Bedeutung | 09252609 |

## Kleinpostwitz
| Bild                                    | Bezeichnung                                                  | Lage                     | Datierung            | Beschreibung | ID       |
| --------------------------------------- | ------------------------------------------------------------ | ------------------------ | -------------------- | --- | -------- |
| Direkt Bild zu diesem Denkmal hochladen | Wohnstallhaus (Umgebinde) und Granittrog eines Dreiseithofes | Kleinpostwitz 2 (Karte)  | Ende 19. Jahrhundert | Obergeschoss Sichtfachwerk, Giebelseiten verbrettert bzw. verputzt, baugeschichtlich von Bedeutung, Granittrog im Hof                                                                                             | 09252620 |
| Direkt Bild zu diesem Denkmal hochladen | Wohnstallhaus eines Dreiseithofes                            | Kleinpostwitz 10 (Karte) | Ende 18. Jahrhundert | Obergeschoss Fachwerk, baugeschichtlich von Bedeutung, Sockelgeschoss Bruchsteinmauerwerk, Obergeschoss Sichtfachwerk, Giebel verbrettert, durch Anbau verändert, Fenster (außer Erdgeschoss) in originaler Größe | 09252621 |

## Rodewitz/Spree
| Bild                                    | Bezeichnung                                                     | Lage                                                | Datierung                      | Beschreibung | ID       |
| --------------------------------------- | --------------------------------------------------------------- | --------------------------------------------------- | ------------------------------ | --- | -------- |
| Direkt Bild zu diesem Denkmal hochladen | Straßenbrücke                                                   | (Gemarkung Rodewitz/Spree, Flurstück 274/9) (Karte) | Bezeichnet mit 1851            | Bogenbrücke mit beidseitigen massiven seitlichen Flügelmauern und befestigter Sohle, bau- und technikgeschichtlich von Interesse und von Seltenheitswert geprägt | 09305878 |
| Direkt Bild zu diesem Denkmal hochladen | Wohnstallhaus                                                   | Alte Dorfstraße 9 (Karte)                           | Türgewände bezeichnet mit 1868 | Obergeschoss Fachwerk, eine Giebelseite verbrettert, prägt den vom 19. Jahrhundert erhaltenen Teil des Ortsbildes mit, baugeschichtlich von Bedeutung, Fenster im Erdgeschoss verändert, im Obergeschoss geringfügig, Krüppelwalmdach, alte Biberschwanzdeckung | 09252808 |
|                                         | Wohnstallhaus (Umgebinde)                                       | Bahnhofsweg 3 (Karte)                               | Türgewände bezeichnet mit 1853 | Obergeschoss Fachwerk verbrettert, baugeschichtlich von Bedeutung, Fledermausgaupen entfernt, zwei Rundbogenfenster im Giebel, Umgebinde links 2/2/2 Joche, Fenster im originalen Sinne erhalten | 09252807 |
| Direkt Bild zu diesem Denkmal hochladen | Wohnstallhaus (Umgebinde)                                       | Bahnhofsweg 10 (Karte)                              | 2. Hälfte 18. Jahrhundert      | Obergeschoss Fachwerk verbrettert, ehemalige Stallseite mit profilierten Sandsteingewänden, verdeutlicht das Ortsbild des 19. Jahrhunderts, baugeschichtlich von Bedeutung, Fenster in originaler Größe, Umgebinde links 2/2/2 Joche | 09252802 |
| Direkt Bild zu diesem Denkmal hochladen | Wohnstallhaus (Umgebinde) und zwei Scheunen eines Dreiseithofes | Bahnhofsweg 11 (Karte)                              | Türgewände bezeichnet mit 1845 | Wohnstallhaus Obergeschoss Fachwerk verschiefert, Krüppelwalmdach mit Fledermausgaupen, Umgebinde-Stützen frei stehend, Haustür Granitgewände, Scheunen Fachwerk, baugeschichtlich und wirtschaftsgeschichtlich von Bedeutung | 09252801 |
| Direkt Bild zu diesem Denkmal hochladen | Fabrikantenvilla mit Einfriedung                                | Bahnhofsweg 12 (Karte)                              | 1924                           | Putzbau mit Reform- und Heimatstilelementen der 1920er Jahre, baugeschichtlich von Bedeutung, zweigeschossig mit Walmdach, Erdgeschoss Rundbogenfenster mit originaler Sprossung, Gurtgesims, Zahnschnittfries, ornamentierte Haustür: Schlussstein mit Putto (mit Hammer und Meißel), ein Farbglasfenster, Fenstergewände und Türornament aus Beton (hier als Surrogatmaterial für Sandstein) | 09252800 |
| Direkt Bild zu diesem Denkmal hochladen | Wohnstallhaus (Umgebinde)                                       | Bederwitzer Straße 8 (Karte)                        | Ende 19. Jahrhundert           | Obergeschoss teils Fachwerk verkleidet, teils massiv, baugeschichtlich von Bedeutung, Umgebinde 2/3 Joche, Rest zugesetzt | 09252799 |
|                                         | Wohnstallhaus (Umgebinde)                                       | Bederwitzer Straße 9 (Karte)                        | Haustür bezeichnet mit 1866    | Obergeschoss Fachwerk aufgebrettert, Giebel verbrettert, baugeschichtlich von Bedeutung, Fenster leicht verändert, Umgebinde links 2/4/2 Joche, Blockstube verschalt | 09252798 |
| Direkt Bild zu diesem Denkmal hochladen | Wegestein                                                       | Hauptstraße (Ecke Bederwitzer Straße) (Karte)       | 19. Jahrhundert                | Verkehrsgeschichtlich von Bedeutung, Natursteinstele mit leicht zurückgesetztem Abschluss, dieser glockendachartig (allerdings flach abschließend) ausgeformt, seltene Formgebung | 09252809 |
| Weitere Bilder                          | Denkmal für die Gefallenen des Ersten Weltkrieges               | Hauptstraße (Ecke Sonnenberger Straße) (Karte)      | Nach 1918                      | Stele auf Granitsockel, ortsgeschichtlich von Bedeutung, Inschrift: „Die dankbaren Gemeinden und Ortsvereine ihren im Weltkriege gebliebenen Helden“ | 09252797 |
| Direkt Bild zu diesem Denkmal hochladen | Wohnhaus                                                        | Hauptstraße 13 (Karte)                              | 1904                           | Schlichtes Wohnhaus mit hohem Authentizitätsgrad, baugeschichtlich von Bedeutung, schlichter Baukörper auf rechteckigem Grundriss, Satteldach, weitgehend unverändert hinsichtlich Proportionen, Symmetrie, Fassadenputz (Schlackeputz, grob), Fassadendekor mit umlaufenden Putzbändern, originalen Fenstern einschließlich Sprossung und Gestaltung der Leibungen, originale Haustür, Innentüren und innere Grundrissstruktur, Kellergeschoss mit liegenden Fenstern, 5 stufige Treppe mit beidseitigem Geländer zum mittig liegenden Hauseingang. Anbau am Haus (ehemals Waschhaus) 2007 komplett abgerissen und durch Wintergarten (Neubau) ersetzt. Dieser Teil kein Denkmal. | 09254987 |
| Direkt Bild zu diesem Denkmal hochladen | Wohnstallhaus (Umgebinde)                                       | Hauptstraße 16 (Karte)                              | 1. Hälfte 19. Jahrhundert      | Obergeschoss und Giebel Fachwerk verbrettert, baugeschichtlich von Bedeutung, Fenster geringfügig verändert | 09252805 |
| Direkt Bild zu diesem Denkmal hochladen | Umgebindeteil eines Wohnhauses                                  | Hauptstraße 18a (Karte)                             | Mitte 19. Jahrhundert          | Baugeschichtlich von Bedeutung, Blockstube verschalt, Fledermausgaupen, hinterer Teil des Gebäudes stark verändert | 09252804 |
| Direkt Bild zu diesem Denkmal hochladen | Wohnstallhaus (Umgebinde) mit längs angebauter Scheune          | Hauptstraße 19 (Karte)                              | Bezeichnet mit 1844            | Obergeschoss Fachwerk, Umgebinde profiliert, Krüppelwalmdach, in hohem Maße original erhalten, baugeschichtlich und ortsbildprägend von Bedeutung, Fenster leicht verändert | 09252803 |
| Direkt Bild zu diesem Denkmal hochladen | Wohnstallhaus (Umgebinde) mit integrierter Scheune              | Zum Bortnik 7 (Karte)                               | Um 1800, womöglich älter       | Obergeschoss Fachwerk, an der Giebelseite verbrettert, baugeschichtlich und wirtschaftsgeschichtlich von Bedeutung, Umgebinde links 2/2/2, alte Biberschwanzdeckung, Umgebinde verschalt, Fenster im originalen Sinne, sehr großer Überstand, Scheune mit Schleppdach, bis August 2011 irrtümlich unter Hauptstraße 7 in der Denkmalliste, laut ALK-Daten Zum Bortnik 7 | 09252806 |

## Schirgiswalde
| Bild                                    | Bezeichnung | Lage                                                             | Datierung                                                                                    | Beschreibung | ID       |
| --------------------------------------- | --- | ---------------------------------------------------------------- | -------------------------------------------------------------------------------------------- | --- | -------- |
| Direkt Bild zu diesem Denkmal hochladen | Denkmalschutzgebiet Ortslage Neuschirgiswalde | (Karte)                                                          |                                                                                              | Denkmalschutzgebiet Ortslage Neuschirgiswalde | 09300979 |
| Weitere Bilder                          | Wohnhaus (Umgebinde) | Adolf-Kolping-Straße 11 (Karte)                                  | Um 1850                                                                                      | Eingeschossig, baugeschichtlich und straßenbildprägend von Bedeutung, Umgebinde rechts 2/2/? Joche, Satteldach mit Schieferdeckung, Giebel verschiefert | 09252339 |
| Weitere Bilder                          | Wohnhaus (Umgebinde) | Adolf-Kolping-Straße 14 (Karte)                                  | Um 1850                                                                                      | Obergeschoss Fachwerk verbrettert, baugeschichtlich und straßenbildprägend von Bedeutung, Umgebinde rechts 2/3/? Joche, originale Haustür, über Umgebinde teilweise verbrettert, originale Fenster, linker Teil des Hauses modernisiert, Satteldach mit Schieferdeckung, | 09252340 |
| Weitere Bilder                          | Wohnstallhaus (Umgebinde) und Scheune eines Dreiseithofes                                                                                            | Adolf-Kolping-Straße 15 (Karte)                                  | Um 1880/1890                                                                                 | Wohnstallhaus Obergeschoss teils Fachwerk verbrettert, teils massiv, Scheune verbretterte Holzkonstruktion, baugeschichtlich und sozialgeschichtlich von Bedeutung, Wohnhaus: zweigeschossig, Satteldach, erstes Obergeschoss verbrettert | 09252344 |
| Weitere Bilder                          | Wohnhaus (Umgebinde) | Adolf-Kolping-Straße 19 (Karte)                                  | Um 1850                                                                                      | Obergeschoss Fachwerk verbrettert, baugeschichtlich und sozialgeschichtlich von Bedeutung, Umgebinde (Blockstube), originale Haustür, erstes Obergeschoss verbrettert, originale Fenster, Satteldach mit einfacher Biberschwanzdeckung, Dachhecht, Haus weitestgehend im Originalzustand | 09252341 |
| Weitere Bilder                          | Wohnhaus (Umgebinde) | Adolf-Kolping-Straße 22 (Karte)                                  | Um 1850                                                                                      | Eingeschossig, baugeschichtlich und sozialgeschichtlich von Bedeutung, Umgebinde (Blockstube), eingeschossig, Satteldach, zum Teil Haus modernisiert, am Giebel über Umgebinde Fachwerk | 09252342 |
| Direkt Bild zu diesem Denkmal hochladen | Betkreuz mit originaler Einfriedung | Adolf-Kolping-Straße 43 (gegenüber) (Karte)                      | Um 1890                                                                                      | Regionalgeschichtlich von Bedeutung, Sockel mit Kreuzigungsdarstellung, im Sockel Pietà (hinter Glas) | 09252199 |
| Direkt Bild zu diesem Denkmal hochladen | Brunnen im Hof | Adolf-Kolping-Straße 45 (Karte)                                  | Bezeichnet mit 1803                                                                          | Granit, baugeschichtlich und technikgeschichtlich von Bedeutung | 09252200 |
| Weitere Bilder                          | Katholische Bruder-Klaus-Kapelle | Adolf-Kolping-Straße 52 (Karte)                                  | Bezeichnet mit 1857                                                                          | Kleiner Sakralbau mit Türmchen, baugeschichtlich und ortsgeschichtlich von Bedeutung, mit Mittelbetonung, Portal mit Schlussstein, darüber halbrundes Fenster, darüber Nische mit Mariendarstellung, Satteldach mit rötlicher Schieferdeckung, Türmchen mit Kreuzbekrönung, Schieferdeckung, einfache Fassadengestaltung, spitzbogige Fenster (rechts und links je zwei mit Butzenscheiben) | 09252201 |
| Direkt Bild zu diesem Denkmal hochladen | Steintrog | Adolf-Kolping-Straße 54 (Karte)                                  | 19. Jahrhundert                                                                              | Am Brunnen vor dem Eingang der Gaststätte „Am Fuchsberg“, sozialgeschichtlich von Bedeutung | 09252202 |
| Direkt Bild zu diesem Denkmal hochladen | Wohnhaus (Umgebinde) | Adolf-Kolping-Straße 59 (Karte)                                  | Um 1850                                                                                      | Obergeschoss Fachwerk verbrettert, baugeschichtlich von Bedeutung, Umgebinde rechts 3/4/2 Joche, Erdgeschoss verputzt, originale Fenstergrößen, Hofseite – Anbau, erstes Obergeschoss verbrettert, Satteldach mit Schieferdeckung, Giebel verbrettert | 09252203 |
| Direkt Bild zu diesem Denkmal hochladen | Wohnstallhaus (Umgebinde) | Am Haag 2 (Karte)                                                | Um 1850                                                                                      | Eingeschossig, baugeschichtlich von Bedeutung, eingeschossig, Umgebinde mit Blockstube, rechts 2/3/- Joche, zweisprossige Fenster mit hölzernen, verzierten Fenstergewänden, neben Blockstube verputzt, Satteldach mit einfacher Biberschwanzdeckung, Giebel verbrettert, links Garageneinbauten im ehemaligen Stallteil | 09251170 |
| Direkt Bild zu diesem Denkmal hochladen | Wohnstallhaus (Umgebinde) | Am Haag 4 (Karte)                                                | Um 1850                                                                                      | Obergeschoss Fachwerk verbrettert, baugeschichtlich von Bedeutung, Umgebinde rechts 2/3/2? Joche, mit Blockstube, zweigeschossig, originale Fenstergrößen, Erdgeschoss neben Blockstube verputzt, erstes Obergeschoss verbrettert, ebenfalls Giebel, Satteldach mit Eternitschiefer, rückseitiger Anbau: Holzscheune, daran Garage angebaut | 09251171 |
| Weitere Bilder                          | Domherrenhaus, Forsthaus, zwei Nebengebäude, Taubenhaus und Reste einer Einfriedungsmauer sowie Park mit einer Marienstatue des Domstiftlichen Gutes | Am Hof 2 (Bahnhofstraße 3, 5) (Karte)                            | Um 1800 (Forsthaus); 1893 (Marienstatue)                                                     | Ortshistorisch, baugeschichtlich und künstlerisch von Bedeutung. Domherrenhaus (Am Hof 2): massiver zweigeschossiger barocker Putzbau mit 6:4 Achsen, Mansarddach, im Innern wertvolleTapeten. Forsthaus (Bahnhofstraße 3): zweigeschossiger Putzbau mit 10:3 Achsen, Krüppelwalmdach. Zwei Nebengebäude (Bahnhofstraße 5): eines davon ein Torhaus, das andere Nebengebäude heute als Kindergarten umgebaut. Gegenüber dem Domherrenhaus liegt ein kleiner Park, in dem eine Marienstatue steht. Anlage stand früher unter der Adresse Am Hof 1–4 in der Denkmalliste. | 09252355 |
| Weitere Bilder                          | Katholische Kapelle „Maria am Walde“; Mälzerbergkapelle                                                                                              | Am Mälzerberg (Karte)                                            | 1903                                                                                         | Regionalgeschichtlich von Bedeutung, Stifterkapelle | 09250916 |
| Weitere Bilder                          | Wohnhaus (Umgebinde) | Am Mälzerberg 4 (Karte)                                          | Um 1850                                                                                      | Obergeschoss Fachwerk verbrettert, lang gezogener Dachhecht mit rückseitigem massiven Anbau, baugeschichtlich von Bedeutung und Dokumentationswert, zweigeschossiger Baukörper, straßenseitige Verbretterung, Blockstube mit Kunstschieferverkleidung, rückwärtiger Anbau mit Satteldach (gleiche Firsthöhe wie Wohnhaus), massiv (Erdgeschoss Bruchstein, Obergeschoss Ziegel), Umgebindestube rückwärtig um ein Joch verlängert, darüber Terrasse mit hölzerner Brüstung angelegt, straßenseitig vor Fassade holzverbretterter Eingangsvorbau mit dreistufiger Treppe, nimmt Bezug auf Gestaltung des Hauses (Holzverbretterung, Zierfachwerk – aufgebrettert) | 09299772 |
| Direkt Bild zu diesem Denkmal hochladen | Steindeckerbrücke | Bachstraße (zur Adolf-Kolping-Straße)                            | 19. Jahrhundert                                                                              | Drei Steine, kulturgeschichtlich von Bedeutung | 09252192 |
| Weitere Bilder                          | Ehemaliges Wohnstallhaus (Umgebinde) | Bachstraße 5 (Karte)                                             | Um 1850                                                                                      | Obergeschoss Fachwerk, baugeschichtlich von Bedeutung, Umgebinde links 3/4/3 Joche, rechts der Eingangstür (modernisiert) verputzt, Sockel aus Fliesen, daneben moderne Fenster und Garagentür, erstes Obergeschoss Fachwerk durch Verbretterung angedeutet, originale Fenster (um 1910), Satteldach mit Schieferdeckung, Giebel verbrettert | 09252193 |
| Weitere Bilder                          | Betkreuz | Bachstraße 5 (bei) (Karte)                                       | Um 1850                                                                                      | Regionalgeschichtlich von Bedeutung, Sockel mit Darstellung der Kreuzigung | 09252194 |
| Weitere Bilder                          | Wohnhaus (Umgebinde) | Bachstraße 7 (Karte)                                             | Um 1850                                                                                      | Eingeschossig, baugeschichtlich von Bedeutung, rechts 2/2/? Joche, eingeschossig, originale Fenstergröße, einsprossig, links der Eingangstür modernisiert, Satteldach mit Eternitdeckung, Umrahmung aus Schiefer, rückseitig Anbau über Eck, Garagenanbau | 09252195 |
| Weitere Bilder                          | Wohnhaus (Umgebinde) | Bachstraße 14 (Karte)                                            | Um 1850                                                                                      | Obergeschoss Fachwerk verbrettert, baugeschichtlich von Bedeutung, zweigeschossig, Umgebinde rechts 3/3/2 Joche, links modernisiert, verbrettert, originale Fenstergrößen, Gewölbe im Keller, Satteldach mit einfacher Biberschwanzdachdeckung, Schleppgaupe | 09252215 |
| Weitere Bilder                          | Wohnhaus (Umgebinde) | Bachstraße 16 (Karte)                                            | Um 1850                                                                                      | Obergeschoss Fachwerk verbrettert, baugeschichtlich von Bedeutung, Umgebinde Vorderfront fünf Joche (eins mit Tür), rechts 2/3/1 1/2, links 2/2, Mittelbetonung durch zweiflügelige originale Eingangstür mit jeweils einer Rosette, originale Fenstergrößen (viersprossig), erstes Obergeschoss verbrettert, Satteldach mit Schieferdeckung, Giebel verschiefert (verschiedene Formen, zweifarbig), originale Steintreppe (zwei Stufen), guter originaler Zustand | 09252196 |
| Weitere Bilder                          | Umgebindeteil eines Wohnhauses | Bachstraße 21 (Karte)                                            | Um 1800                                                                                      | Eingeschossig, baugeschichtlich und sozialgeschichtlich von Bedeutung, eingeschossig, niedrig, Straßenfront verputzt, teilweise verändert, Giebelseite Umgebinde rechts 2/3/? Joche, unter Putz, Satteldach mit Dachpappe, Giebel verbrettert | 09252198 |
| Weitere Bilder                          | Wohnstallhaus (Umgebinde) mit Blockstube und Oberlaube                                                                                               | Bachstraße 26 (Karte)                                            | Um 1660                                                                                      | Obergeschoss Fachwerk, baugeschichtlich und sozialgeschichtlich von Bedeutung, Umgebinde rechts 2/2/2 Joche, links Fachwerk mit Lehmausfachung, erstes Obergeschoss Fachwerk, originale, sehr kleine Fenster, links hervorkragender Stallteil aus Holz, Oberlaube, originale Tür, mit Blockstube, originaler Aufgang aus Bruchstein, Satteldach mit Dachpappe, Giebel verbrettert, rückseitig Ziegelanbau | 09252197 |
| Weitere Bilder                          | König-Albert-Eiche und Gedenkstein | Bahnhofstraße (Ecke Am Hof) (Karte)                              | Bezeichnet mit 1898                                                                          | Ortsgeschichtlich von Bedeutung | 09251273 |
| Weitere Bilder                          | Empfangsgebäude des Bahnhofs Schirgiswalde | Bahnhofstraße 1 (Karte)                                          | 1876/1877                                                                                    | Bahnstrecke Oberoderwitz–Wilthen, zeittypischer Bau mit reicher Putzgliederung, baugeschichtlich und eisenbahngeschichtlich von Bedeutung, zweigeschossig mit Drempelgeschoss, Mittelrisalit mit Putzquaderung, mittig Eingangstür, darüber Zwillingsfenster, großer Dreiecksgiebel mit hervorkragendem Dach, im Dreiecksgiebel Okulus mit reichem Gewände bzw. Bekrönung, seitlich je eine Rosette, durchgehend Gesimse zwischen den Etagen, im Erdgeschoss durchgehend Putzquaderung, links flacher, eingeschossiger Anbau mit Seitenrisalit, Satteldach, große achtsprossige Fenster, im ersten Obergeschoss Bekrönung durch Sims, darunter rechts und links über dem Fenster je eine Rosette, Bahnsteig mit hölzerner Überdachung, verzierte Metallsäulen | 09251272 |
|                                         | Domherrenhaus, Forsthaus, zwei Nebengebäude, Taubenhaus und Reste einer Einfriedungsmauer sowie Park mit einer Marienstatue des Domstiftlichen Gutes | Bahnhofstraße 3, 5 (Hauptanschrift: Am Hof 2) (Karte)            | Um 1800 (Forsthaus); 1893 (Marienstatue)                                                     | Ortshistorisch, baugeschichtlich und künstlerisch von Bedeutung. Domherrenhaus (Am Hof 2): massiver zweigeschossiger barocker Putzbau mit 6:4 Achsen, Mansarddach, im Innern wertvolleTapeten. Forsthaus (Bahnhofstraße 3): zweigeschossiger Putzbau mit 10:3 Achsen, Krüppelwalmdach. Zwei Nebengebäude (Bahnhofstraße 5): eines davon ein Torhaus, das andere Nebengebäude heute als Kindergarten umgebaut. Gegenüber dem Domherrenhaus liegt ein kleiner Park, in dem eine Marienstatue steht. Anlage stand früher unter der Adresse Am Hof 1–4 in der Denkmalliste. | 09252355 |
| Weitere Bilder                          | Wohnstallhaus (Umgebinde) | Bauernstraße 1 (Karte)                                           | Um 1850                                                                                      | Obergeschoss Fachwerk verbrettert, baugeschichtlich von Bedeutung, Umgebinde links 3/3/- Joche, Erdgeschoss verputzt, erstes Obergeschoss verbrettert, originale Fenster mit einfachen, hölzernen Fenstergewänden, mit Dreiecksbekrönung, Satteldach mit einfacher Biberschwanzdeckung, Giebel verbrettert | 09252213 |
| Weitere Bilder                          | Wohnstallhaus (Umgebinde) mit Oberlaube | Bauernstraße 3 (Karte)                                           | Bezeichnet mit 1808                                                                          | Baugeschichtlich und sozialgeschichtlich von Bedeutung, zweigeschossig, Umgebinde links 2/3/2 Joche, Türgewände mit Schlussstein, rechts verputzt, Sockel aus Fliesen, erstes Obergeschoss und Oberlaube auf Stützen mit hellgrauem Eternitschiefer, Satteldach über Oberlaube hervorkragend, mit Schieferdeckung, Giebel mit Eternit | 09252212 |
| Weitere Bilder                          | Wohnstallhaus (Umgebinde) | Bauernstraße 4 (Karte)                                           | Bezeichnet mit 1868 (Portal)                                                                 | Obergeschoss Fachwerk verkleidet, baugeschichtlich von Bedeutung, zweigeschossig, Umgebinde links 2/3/2 Joche, rechts verputzt, einfache Fassadengestaltung, erstes Obergeschoss Fachwerk mit Lehmausfachung, darüber Eternitschindeln, im Erdgeschoss in Blockstube Fenster mit reich verzierten, hölzernen Fenstergewänden, im Haus originale Fenstergrößen, Satteldach mit einfacher Biberschwanzdeckung, kleiner zweigeschossiger Anbau mit Satteldach | 09252214 |
| Weitere Bilder                          | Betkreuz | Bauernstraße 7 (gegenüber) (Karte)                               | Bezeichnet mit 1859                                                                          | Regionalgeschichtlich von Bedeutung, Sockel mit Kreuzigungsdarstellung | 09252211 |
| Direkt Bild zu diesem Denkmal hochladen | Wohnstallhaus (Umgebinde) | Bauernstraße 15 (Karte)                                          | Um 1850                                                                                      | Eingeschossig, baugeschichtlich und sozialgeschichtlich von Bedeutung, Umgebinde rechts 2/3/2? Joche, eingeschossig, linker Teil stark modernisiert, Satteldach mit Eternitdeckung, Giebel verbrettert, Blockstube verbrettert, in Blockstube und am Giebel originale Fenster mit reich verzierter Fensterbekrönung | 09252210 |
| Direkt Bild zu diesem Denkmal hochladen | Wohnstallhaus (Umgebinde) mit originalem Blitzableiter                                                                                               | Bauernstraße 21 (Karte)                                          | Um 1850                                                                                      | Obergeschoss Fachwerk verbrettert, baugeschichtlich von Bedeutung, Umgebinde links 2/3/- Joche, rechts verputzt, Granitgewände, erstes Obergeschoss verbrettert, originale sechssprossige Fenster mit reich verzierten, hölzernen Fenstergewänden, ebenfalls im Umgebinde, Satteldach mit einfacher Biberschwanzdachdeckung, darauf originaler Blitzableiter | 09252208 |
| Direkt Bild zu diesem Denkmal hochladen | Betkreuz | Bauernstraße 21 (vor) (Karte)                                    | 19. Jahrhundert                                                                              | Regionalgeschichtlich von Bedeutung, Sockel mit Kreuzigungsdarstellung | 09252209 |
| Direkt Bild zu diesem Denkmal hochladen | Wohnhaus in offener Bebauung | Bautzener Straße 16 (Karte)                                      | Um 1905/1915                                                                                 | Beeinflusst von Werkbund-Architektur, baugeschichtlich von Bedeutung auf asymmetrischem Grundriss, reiche Dachlandschaft, einfache Biberschwanzdachdeckung, Mansarddach mit Mansardgeschoss, Mittelbetonung durch breites, rundbogiges Fenster, Seitenbetonung durch Dreiecksgiebel, verbrettert mit Verzierungen, darunter Zwillingsfenster, rundbogige Eingangstür, Bruchsteinsockel, da Hanglage – auf Rückseite geschossbildend, originale Fenster, Veranda mit Farbglasfenstern über Fensterkämpfer | 09251266 |
| Direkt Bild zu diesem Denkmal hochladen | Arbeitersiedlunghaus mit drei Eingängen in offener Bebauung                                                                                          | Bautzener Straße 27, 29, 31 (Karte)                              | Um 1828                                                                                      | Besitzt städtischen Charakter, baugeschichtlich von Bedeutung, zweigeschossig, jeweils ein breiter Seitenrisalit, symmetrische Fassadengestaltung, hoher Bruchsteinsockel im Erdgeschoss, an den Eingängen hochgezogen bis über die Tür als Gewände, Mittelbetonung durch halbrundes, gesprosstes Fenster über Tür, über Mittelteil Satteldach übergehend in einfache Walmdächer mit Fledermausgaupe, originale Fensterläden | 09251178 |
| Weitere Bilder                          | Steindeckerbrücke | Böttchergasse 8 (bei) (Karte)                                    | 19. Jahrhundert                                                                              | Drei Steine, in der Nähe des Eisenbahnviadukts, verkehrshistorisch von Bedeutung, versehentlich bis Juli 2007 unter Marienplatz (bei) 8 erfasst | 09252218 |
| Weitere Bilder                          | Wohnhaus (Umgebinde) | Böttchergasse 9 (Karte)                                          | Um 1850                                                                                      | Obergeschoss Fachwerk verbrettert, baugeschichtlich von Bedeutung, Umgebinde links 2/3/? Joche, zweigeschossig, erstes Obergeschoss verbrettert, modernisiert, Satteldach | 09252337 |
|                                         | Betkreuz | Crostauer Weg 1 (Karte)                                          | 19. Jahrhundert                                                                              | Regionalgeschichtlich von Bedeutung, Darstellung Kreuzigung | 09250685 |
| Direkt Bild zu diesem Denkmal hochladen | Wohnstallhaus (Umgebinde) | Crostauer Weg 4 (Karte)                                          | Um 1850                                                                                      | Obergeschoss Fachwerk verbrettert, baugeschichtlich von Bedeutung, Umgebinde rechts 2/3/2 Joche, Erdgeschoss und erstes Obergeschoss verbrettert, um 1950 leicht verändert, z. B. Eingangstür, Satteldach mit einfacher Biberschwanzdeckung, Giebel verschiefert, Fachwerk mit Lehmausfachung, Rückseite mit Vorbau im ersten Obergeschoss (wohl Oberlaube) | 09250923 |
| Direkt Bild zu diesem Denkmal hochladen | Türstock | Crostauer Weg 6 (Karte)                                          | Bezeichnet mit 1850                                                                          | Handwerklich-künstlerisch von Bedeutung | 09250920 |
|                                         | Wohnhaus in halboffener Bebauung | Hauptstraße 1 (Karte)                                            | Kern 18. Jahrhundert                                                                         | Barockes Gebäude auf dem Gelände des ehemaligen Niederhofes, baugeschichtlich und städtebaulich von Bedeutung, zweigeschossiger Bau, Obergeschoss womöglich Fachwerk, Satteldach, fünf stehende Gaupen, mit Galerie hinten | 09253366 |
|                                         | Wohnhaus in halboffener Bebauung | Hauptstraße 2 (Karte)                                            | Um 1850                                                                                      | Obergeschoss Blockbauweise mit angedeutetem Umgebinde, baugeschichtlich und städtebaulich von Bedeutung, Erdgeschoss mit Ladeneinbau, modernisiert, erstes Obergeschoss Blockbauweise mit angedeutetem Umgebinde, Mansarddach mit Schieferdeckung, Giebelfenster, Giebel verschiefert | 09252349 |
| Direkt Bild zu diesem Denkmal hochladen | Wohnhaus in geschlossener Bebauung | Hauptstraße 3 (Karte)                                            | Kern 18. Jahrhundert                                                                         | Barockes Gebäude auf dem Gelände des ehemaligen Niederhofes, baugeschichtlich und städtebaulich von Bedeutung, zweigeschossiger Bau, ehemals Fachwerk, Satteldach, fünf stehende Gaupen | 09253365 |
| Weitere Bilder                          | Rathaus | Hauptstraße 4 (Karte)                                            | 1818                                                                                         | Putzbau mit Mittelrisalit und Putzgliederung, baugeschichtlich und ortsgeschichtlich von Bedeutung, zweigeschossig, Mittelrisalit, Betonung durch Putzquaderung, über Eingang Wappen, im ersten Obergeschoss Mittelbetonung durch rundbogige Fensterbekrönung, Dreiecksgiebel, darin halbrundes Fenster mit filigraner Sprossung | 09252348 |
|                                         | Wohnhaus | Hauptstraße 5 (Karte)                                            | Um 1850                                                                                      | Obergeschoss Fachwerk verputzt, mit Korbbogenportal und Schlussstein, auf dem Gelände des ehemaligen Niederhofes, baugeschichtlich und städtebaulich von Bedeutung, zweigeschossiger Bau, Obergeschoss Fachwerk, Satteldach mit Schieferdeckung, Dachhäuschen, Tür mit Verzierungen (Anker) | 09250906 |
|                                         | Wohn- und Verwaltungsgebäude in offener Bebauung | Hauptstraße 6 (Karte)                                            | Bezeichnet mit 1935                                                                          | Baugeschichtlich von Bedeutung, zweigeschossig, mit symmetrischer Fassadengliederung, Putzreliefs über Eingangsbereich | 09252347 |
| Direkt Bild zu diesem Denkmal hochladen | Ehemaliges Amtsgericht und dahinter liegendes ehemaliges Gefängnis                                                                                   | Hauptstraße 7 (Karte)                                            | Bezeichnet mit 1839 (Tafel)                                                                  | Auf dem Gelände des alten Niederhofes liegend, ortsgeschichtlich bedeutsames Ensemble, zwei stattliche, dreigeschossige, massive Häuser (das obere etwas älter) mit Walmdächern, klassizistische Architektur und Anlage, Fenster originale Größe, dahinter ehemaliges Gefängnis | 09253699 |
| Direkt Bild zu diesem Denkmal hochladen | Korbbogenportal mit Schlussstein | Hauptstraße 9 (Karte)                                            | Bezeichnet mit 1833                                                                          | Handwerklich-künstlerisch von Bedeutung | 09250907 |
|                                         | Ehemalige Papiermühle, heute Heimatmuseum, mit Brunnen im Hof                                                                                        | Hauptstraße 11a (Karte)                                          | Vor 1800                                                                                     | Gebäude über winkligem Grundriss, baugeschichtlich, ortsgeschichtlich und technikgeschichtlich von Bedeutung, eingeschossiger Baukörper mit Mansarddach, Schieferdeckung, eine Seite Fachwerk, Eingänge halbe Kellerhöhe, originale Gewände aus Granit, rechter Flügel große, hohe Fenster, Brunnen im Hof (aus Park stammend), Kreuzgewölbe im Keller | 09250908 |
| Weitere Bilder                          | Marienapotheke; Wohnhaus mit Apotheke | Hauptstraße 14 (Karte)                                           | Kern womöglich 2. Hälfte 19. Jahrhundert                                                     | Zweigeschossig, mit Mariendarstellung in Nische über Eingang, baugeschichtlich von Bedeutung | 09252345 |
| Direkt Bild zu diesem Denkmal hochladen | Wohnhaus | Hauptstraße 20 (Karte)                                           | Um 1880                                                                                      | Putzbau mit Neorenaissance-Formen, baugeschichtlich von Bedeutung, zweigeschossig, mit symmetrischer Fassadengliederung, Putzquaderung und Winterfenstern | 09252346 |
| Direkt Bild zu diesem Denkmal hochladen | Wohnhaus (Umgebinde) | Hohbergweg 6 (Karte)                                             | Bezeichnet mit 1882                                                                          | Eingeschossig, baugeschichtlich und sozialgeschichtlich von Bedeutung, eingeschossig, Umgebinde 3/3/3 Joche, originale Fenster mit hölzerner Dreiecksbekrönung, Satteldach mit Schieferdeckung, Initialen im Türgewände (P. P. B.) | 09252322 |
| Weitere Bilder                          | Kappler-Mühle; Wohnstallhaus der ehemaligen Wassermühle, Radkammer und Wehr                                                                          | Kieferbergstraße 1 (Karte)                                       | Um 1805/1810                                                                                 | Obergeschoss teils Fachwerk verbrettert, baugeschichtlich und technikgeschichtlich von Bedeutung, Erdgeschoss verputzt, einfaches, rechteckiges, niedriges Türgewände, originale Fenstergrößen im gesamten Haus, erstes Obergeschoss vorwiegend verbrettert, Giebel verbrettert, Mansarddach mit Eternitdeckung | 09251177 |
| Direkt Bild zu diesem Denkmal hochladen | Wohnstallhaus | Kieferbergstraße 2 (Karte)                                       | Bezeichnet mit 1821 (Türgewände)                                                             | Obergeschoss Fachwerk, im ursprünglichen Aussehen wieder hergestellt, baugeschichtlich und sozialgeschichtlich von Bedeutung, Erdgeschoss massiv, Korbbogenportal mit Schlussstein bezeichnet mit 1821, Obergeschoss Sichtfachwerk, Giebel verbrettert | 09251296 |
| Direkt Bild zu diesem Denkmal hochladen | Korbbogenportal mit Kämpfer und Schlussstein | Kieferbergstraße 10 (Karte)                                      | Bezeichnet mit 1804                                                                          | Handwerklich-künstlerisch von Bedeutung | 09251308 |
|                                         | Ecce-Homo-Statue am Aufgang zur Katholischen Pfarrkirche                                                                                             | Kirchberg (Karte)                                                | Um 1760                                                                                      | Künstlerisch von Bedeutung | 09252351 |
| Weitere Bilder                          | Katholische Pfarrkirche Mariä Himmelfahrt und Kirchhof (Sachgesamtheit)                                                                              | Kirchberg (Ecke Sauerstraße) (Karte)                             | 16. bis 19. Jahrhundert                                                                      | Sachgesamtheit Katholische Pfarrkirche Mariä Himmelfahrt und Kirchhof mit folgenden Einzeldenkmalen: Pfarrkirche ad assumptionem Beatae Mariae Virginis, Aufbahrungshalle, Betkreuz, 12 Grabmale, eine Grabanlage und Denkmal für die Gefallenen des Ersten Weltkrieges und Treppenanlage zum Kirchhof (siehe Obj. 09252350) sowie Kirchhof und Einfriedung als Sachgesamtheitsteile; ortshistorisch von Bedeutung | 09252352 |
| Weitere Bilder                          | Katholische Pfarrkirche Mariä Himmelfahrt (Einzeldenkmal zu ID-Nr. 09252352)                                                                         | Kirchberg (Karte)                                                | 1735–1741 (ohne Türme) oder 1739/41; Westtürme 1866–1868                                     | Einzeldenkmal der Sachgesamtheit Katholische Pfarrkirche Mariä Himmelfahrt und Kirchhof; baugeschichtlich, künstlerisch und ortsgeschichtlich von Bedeutung. Einschiffiges Langhaus mit je drei flachen Seitenkappen, halbkreisförmige Apsis/ausgeschiedener Chor, zwei Westtürme, verändert ausgeführt (1866), reiche Ausstattung: Hochaltar – Mariä Himmelfahrt (böhmischer Barockmaler Carl Palko), Skulpturen – Heiligenfiguren, Kanzel – Rokoko-Arbeit der Prager Schule unter Einfluss Dientzenhofers. | 09252350 |
| Weitere Bilder                          | Aufbahrungshalle (Einzeldenkmal zu ID-Nr. 09252352)                                                                                                  | Kirchberg (Karte)                                                | Ende 18. Jahrhundert                                                                         | Einzeldenkmal der Sachgesamtheit Katholische Pfarrkirche Mariä Himmelfahrt und Kirchhof, Leichenhalle eingeschossiger Putzbau mit Walmdach und Laterne, Betsäule mit Kruzifix | 09252350 |
|                                         | Betkreuz (Einzeldenkmal zu ID-Nr. 09252352) | Kirchberg (Karte)                                                | 19. Jahrhundert                                                                              | Einzeldenkmal der Sachgesamtheit Katholische Pfarrkirche Mariä Himmelfahrt und Kirchhof | 09252350 |
|                                         | 12 Grabmale (Einzeldenkmal zu ID-Nr. 09252352) | Kirchberg (Karte)                                                | 16.–19. Jahrhundert                                                                          | Einzeldenkmale der Sachgesamtheit Katholische Pfarrkirche Mariä Himmelfahrt und Kirchhof - Grabmale an der südlichen Einfriedungsmauer: - zwei stark angewitterte Sandsteingrabmale aus dem 19. Jahrhundert - Grabmal mit Lebensbaummotiv, stark angewittert, vermutlich 17. Jahrhundert - Sandsteingrabmal mit Inschrift, im unteren Drittel Wappen mit den Vanitassymbolen Zeituhr und Totenkopf, 1. Viertel 18. Jahrhundert - Sandsteingrabmal mit männlicher Relieffigur, im Kopfbereich flankierende Wappen, 16. Jahrhundert - Grabmale im Bereich der Aufbahrungshalle: - Grabmal Joseph Renzel, mit Kreuz und Girlande, gestorben 1846 - klassizistisches Grabmal bestehend aus Ädikula mit Relief, zwei weibliche Figuren bekrönen einen ältern Mann mit einem Kranz, hinter dem Mann steht mit geneigtem Haupt ein junges Mädchen (vermutlich Grabmal des Joseph Raemsch und seiner Tochter Veronika, 1809 von Hofbildhauer Franz Pettrich errichtet) - neogotisches Grabmal mit verwitterter Inschrift, nach 1817 - Grabmal Bischof Dr. Aloys Schäfer, geboren 1853, gestorben 1914, - Grabmal auf dem Friedhof: - Grabmal der Familie Kloss, Mühlenbesitzer, Ende 19. Jahrhundert - Grabmale an der Kirchenwand: - Grabmal des Dekans Wenzeslaus Kobalz, gestorben 1796 - Grabmal des Bischofs Bernhard Mauermanns, gestorben 1841 | 09252350 |
| Direkt Bild zu diesem Denkmal hochladen | Grabanlage (Einzeldenkmal zu ID-Nr. 09252352) | Kirchberg                                                        | Nach 1928                                                                                    | Einzeldenkmal der Sachgesamtheit Katholische Pfarrkirche Mariä Himmelfahrt und Kirchhof. Grabanlage der Familie Josef Buder mit Einfriedung auf dem Friedhof, geboren 1871, gestorben 1828. | 09252350 |
|                                         | Denkmal für die Gefallenen des Ersten Weltkrieges an der südlichen Einfriedungsmauer (Einzeldenkmal zu ID-Nr. 09252352)                              | Kirchberg (Karte)                                                | Nach 1918                                                                                    | Einzeldenkmal der Sachgesamtheit Katholische Pfarrkirche Mariä Himmelfahrt und Kirchhof, dreizoniger Wandaufbau mit Überdachung, auf den Sichtflächen Tafeln mit den Namen der Toten, der mittlere Bereich mit Relief der Beweinung Christi | 09252350 |
|                                         | Treppenanlage zum Kirchhof (Einzeldenkmal zu ID-Nr. 09252352)                                                                                        | Kirchberg (Karte)                                                |                                                                                              | Einzeldenkmal der Sachgesamtheit Katholische Pfarrkirche Mariä Himmelfahrt und Kirchhof | 09252350 |
|                                         | Denkmale für die Gefallenen des Ersten Weltkrieges und der Schlachten von 1866 und 1870/1871                                                         | Kirchberg (Karte)                                                | Bezeichnet mit 1927; 1866; 1870/1871                                                         | Gegenüber der Schule gelegen, ortsgeschichtlich von Bedeutung, als Einheit übereinander liegend (seitlich Treppenaufgänge), rondellartige Form, Bruchsteinmauerwerk | 09251287 |
|                                         | Wohnhaus (Umgebinde) | Kirchberg 2 (Karte)                                              | Um 1820                                                                                      | Obergeschoss Fachwerk, baugeschichtlich und sozialgeschichtlich von Bedeutung, Umgebinde 3/- Joche, Erdgeschoss an Straßenseite verputzt, erstes Obergeschoss Fachwerk, über Fenstern originale Rollladenverblendung, Mansarddach mit Giebelfenstern, Schieferdeckung | 09252326 |
| Weitere Bilder                          | Pfarrhaus mit Einfriedung zum Kirchhof | Kirchberg 4 (Karte)                                              | 1713                                                                                         | Baugeschichtlich und ortsgeschichtlich von Bedeutung, zweigeschossiges Gebäude, Mansarddach mit einfacher Biberschwanzdeckung, symmetrische Fassadengliederung, Mittelbetonung durch Dreiecksgiebel mit Okulus | 09252325 |
| Weitere Bilder                          | Goetheschule mit Turnhalle, Brunnen, Skulptur und Relief                                                                                             | Kirchberg 7 (Otto-von-Ottenfeld-Platz 1) (Karte)                 | 1921/1922 (Turnhalle); nach 1918 (Brunnen)                                                   | Baugeschichtlich, künstlerisch und sozialgeschichtlich von Bedeutung. Schule (Kirchberg 7): mächtiger Baukörper auf asymmetrischem Grundriss, reiche Dachlandschaft, Mittelteil mit Mittelrisalit, Seitenrisalit, Satteldach, rechts hervorkragender Baukörper im Erdgeschoss mit Laubengang, große Fenster, reiche Putzreliefierung, reiche Fensterbekrönungen im Erdgeschoss und ersten Obergeschoss, im Mittelteil Gesimse zwischen den Etagen, Giebel mit Rocaille-Abschluss, darüber schlichtes Kreuz, an Ecke auf Pfeiler Sandsteinfigur bzw. im Giebel Putzrelief (Rattenfänger von Hameln und Münchhausen). Turnhalle (Otto-von-Ottenfeld-Platz 1) der Schule seitlich gegenüberliegend: schlichter Bau mit Putz- und Reliefgestaltung, an Turnhalle Brunnen aus Sandstein (zu Ehren der im Weltkrieg Gefallenen). | 09251284 |
| Weitere Bilder                          | Wohnhaus (Umgebinde) | Kirchgasse 3 (Karte)                                             | Um 1850                                                                                      | Eingeschossig, baugeschichtlich und sozialgeschichtlich von Bedeutung, rückseitig modernisiert, Mansarddach | 09252329 |
| Weitere Bilder                          | Wohnhaus (Umgebinde) | Kirchgasse 5 (Karte)                                             | Um 1850                                                                                      | Obergeschoss Fachwerk, baugeschichtlich von Bedeutung, Umgebinde rechts 2/3/?, Erdgeschoss links verputzt, modernisiert, erstes Obergeschoss Fachwerk, Krüppelwalmdach, Eternitschiefer | 09252330 |
| Weitere Bilder                          | Wohnhaus (Umgebinde) | Kirchgasse 8 (Karte)                                             | Um 1850                                                                                      | Obergeschoss Fachwerk verbrettert, baugeschichtlich von Bedeutung, Umgebinde rechts 3/2/? Joche, originale Fenstergrößen im Erdgeschoss und ersten Obergeschoss, erstes Obergeschoss verbrettert, Satteldach mit Fledermausgaupen und einfacher Biberschwanzdeckung | 09252331 |
| Weitere Bilder                          | Wohnhaus (Umgebinde) | Kirchgasse 11 (Karte)                                            | Um 1850                                                                                      | Obergeschoss Fachwerk verbrettert, baugeschichtlich von Bedeutung, Satteldach | 09252332 |
| Weitere Bilder                          | Wohnhaus (Umgebinde) | Kirchgasse 14 (Karte)                                            | Um 1850                                                                                      | Obergeschoss Fachwerk verkleidet, baugeschichtlich von Bedeutung, Umgebinde links 2/3/2 Joche, erstes Obergeschoss und Giebel Eternitschiefer, Satteldach | 09252333 |
| Weitere Bilder                          | Evangelische Kirche mit Kirchhof, Einfriedung und Denkmal für die Gefallenen des Ersten Weltkrieges                                                  | Kuhnestraße 1 (Karte)                                            | 1897 (Kirche); nach 1918 (Kriegerdenkmal 1. Weltkrieg)                                       | Baugeschichtlich und ortsgeschichtlich von Bedeutung. Neugotischer Backsteinbau. – Kirchhof und Einfriedung zur Hauptstraße hin ausgerichtet, von dort aus großzügige Treppenanlage, die Niveauunterschied des Geländes von Haupt- zu Kuhnestraße ausgleicht. Neugotische Hallenkirche mit hochaufragendem Turm, 1897. Von Strebepfeilern umstellter Backsteinbau mit eingezogenem Chor, Westportal mit Freitreppe. Der Turm an der Südwestecke mit Eingangsvorbau und Freitreppe. Heller schlicht gestalteter, zweischiffiger Innenraum mit Triumphbogen. Im Westen und im südlichen Schiff eingeschossige Holzemporen auf Sandsteinstützen. Schlichte Ausstattung. Eule-Orgel von 1896. | 09252354 |
| Weitere Bilder                          | Gedenkstein für die Opfer des Faschismus | Lärchenbergweg (Karte)                                           | Nach 1945                                                                                    | Inschrift: „Die Toten mahnen“, geschichtlich von Bedeutung | 09252187 |
| Weitere Bilder                          | Betkreuz mit originaler Einfriedung | Marienplatz 2 (vor) (Karte)                                      | Um 1850                                                                                      | Regionalgeschichtlich von Bedeutung, Granitsockel mit Kreuzigungsdarstellung darauf | 09252191 |
| Weitere Bilder                          | Gasthof „Thürmchen“ | Marienplatz 5 (Karte)                                            | Um 1740                                                                                      | Baugeschichtlich und ortsgeschichtlich von Bedeutung. Massives Gebäude mit Mittelrisalit, Putzquaderung, Korbbogenportal mittig mit Schlussstein, darüber Nische mit Marienfigur, sechssprossige Fenster, hoher Krüppelwalm mit Schieferdeckung, über Mittelrisalit Dreiecksgiebel (mit Okulus als Bekrönung), sechseckiges Türmchen mit sechs schmalen, hohen, rundbogigen, sechssprossigen Fenstern, Türmchen mit Schiefer gedeckt, Dachreiter (Dachbekrönung). | 09252190 |
| Weitere Bilder                          | Wohnstallhaus (Umgebinde) | Marienplatz 6 (Karte)                                            | Um 1850                                                                                      | Obergeschoss Fachwerk verbrettert, baugeschichtlich von Bedeutung, rechts 3/3/(mit Anbau) Joche, Rest Erdgeschoss neu verputzt, erstes Obergeschoss verbrettert, originale Fenstergrößen mit hölzernen Fenstergewänden, Satteldach mit Schleppgaupe und hellgrauem Schiefer, Giebel verbrettert, Portal mit Schlussstein, mit Nebengebäuden (Scheune über Eck gebaut) | 09252188 |
| Weitere Bilder                          | Votiv-/Betstock | Marienplatz 6 (vor) (Karte)                                      | 19. Jahrhundert                                                                              | Regionalgeschichtlich von Bedeutung, Marienkrönung, Darstellung in Holzfiguren geschnitzt, in Steinhaus mit Holzdach hinter Glas | 09252189 |
| Weitere Bilder                          | Wohnhaus in Ecklage und in offener Bebauung | Marienplatz 7 (Karte)                                            | Um 1895                                                                                      | Baugeschichtlich und straßenbildprägend von Bedeutung, massives Gebäude mit Eingang an der Ecke, Putzgliederung, Gesims über Erdgeschoss, Eingang betont durch Schräglage, Schlussstein, Fenster mit Bekrönung, figurale und florale Putzgestaltung, Satteldach mit einfacher Biberschwanzdeckung | 09252217 |
| Weitere Bilder                          | Wohnhaus (Laubenhaus) mit Ladeneinbau, über Eck gebaut                                                                                               | Markt 1 (Karte)                                                  | Ende 17. Jahrhundert                                                                         | Über Eck zusammen mit Niedermarkt 2, baugeschichtlich, sozialgeschichtlich und städtebaulich von Bedeutung, erstes Obergeschoss verschiefert, einige Fenster später verändert, Erdgeschoss Geschäftseinbauten, verputzt, große Fenster, Krüppelwalm mit Schieferdeckung, Portal mit Schlussstein | 09250738 |
| Weitere Bilder                          | Wohnhaus (Umgebinde) mit Ladeneinbau, in Ecklage | Markt 2 (Karte)                                                  | Bezeichnet mit 1817                                                                          | Obergeschoss Fachwerk, städtebaulich und baugeschichtlich von Bedeutung, Umgebinde links 3/2/- Joche, erstes Obergeschoss: Fachwerk aufgebrettert, Mansarddach mit originalen Giebelfenstern, Schieferdeckung | 09252323 |
|                                         | Wohnhaus mit Ladeneinbau und daran anschließendes Altes Rathaus, in geschlossener Bebauung                                                           | Markt 3 (Karte)                                                  | Um 1890 (Wohnhaus); um 1820 (Altes Rathaus)                                                  | Baugeschichtlich und ortsgeschichtlich von Bedeutung. Wohnhaus: im ersten Obergeschoss originale Fenster, Mansarddach mit originalen Giebelfenstern, teilweise Schieferdeckung, teilweise Eternitschiefer. Altes Rathaus: mit klassizistischen Elementen, Säulen, Ornamentik, Rundbogen, Quaderung, einfache Biberschwanzdeckung, Blätterwerkskapitell. | 09252324 |
|                                         | Wohnhaus mit Laden und winkelförmiger Anbau mit Schmiede und Blockstube                                                                              | Markt 5 (Karte)                                                  | Bezeichnet mit 1890                                                                          | Blockstube, baugeschichtlich von Bedeutung, Erdgeschoss Putzquaderung, erstes Obergeschoss verputzt, originale Fenstergrößen mit Fenstergewänden, neoklassizistische Formen, im Giebel Drillingsfenster, Anbau: Umgebinde drei Joche, erstes Obergeschoss Fachwerk | 09252327 |
| Direkt Bild zu diesem Denkmal hochladen | Pest- und Betsäule | Neudorf (neben Gasthof „Quelle“) (Karte)                         | 19. Jahrhundert                                                                              | Regionalgeschichtlich von Bedeutung | 09251528 |
| Direkt Bild zu diesem Denkmal hochladen | Wohnhaus (Umgebinde) | Neudorf 9 (Karte)                                                | 1. Hälfte 19. Jahrhundert                                                                    | Obergeschoss Fachwerk, teils verbrettert, baugeschichtlich und sozialgeschichtlich von Bedeutung, links 2/4/2 Joche, Blockstube, zweigeschossig, Erdgeschoss verputzt, Garage, erstes Obergeschoss verbrettert, aufgesetztes Fachwerk, Giebel verschiefert, Satteldach mit Schieferdeckung | 09252303 |
| Direkt Bild zu diesem Denkmal hochladen | Wohnhaus (Umgebinde) | Neudorf 10 (Karte)                                               | Um 1850                                                                                      | Eingeschossig, baugeschichtlich und sozialgeschichtlich von Bedeutung, rechts 2/3/2 Joche, Blockstube, eingeschossig, Mittelbetonung durch Dreiecksgiebel, Krüppelwalmdach mit einfacher Biberschwanzdeckung, Fenstergrößen original, Fenster modernisiert | 09252302 |
| Direkt Bild zu diesem Denkmal hochladen | Wohnstallhaus (Umgebinde) | Neudorf 11 (Karte)                                               | Um 1850                                                                                      | Obergeschoss Fachwerk, baugeschichtlich und sozialgeschichtlich von Bedeutung, links 2/3/- Joche, Vorhäuschen, zweigeschossig, Satteldach, Eternitschiefer, Fachwerk im ersten Obergeschoss, teilweise verbrettert, Garagenanbau | 09252304 |
| Direkt Bild zu diesem Denkmal hochladen | Wohnstallhaus (Umgebinde) mit rückwärtigem Anbau | Neudorf 12 (Karte)                                               | Um 1850                                                                                      | Obergeschoss Fachwerk verkleidet, baugeschichtlich und sozialgeschichtlich von Bedeutung, rechts 2/4/- Joche Umgebinde, Blockstube, Fenster leicht vergrößert, zweigeschossig, erstes Obergeschoss modernisiert, Satteldach mit Schieferdeckung | 09252313 |
| Direkt Bild zu diesem Denkmal hochladen | Wohnhaus (Umgebinde) | Neudorf 19 (Karte)                                               | Um 1850 (Wohnhaus); 1865 (Wetterfahne)                                                       | Obergeschoss Fachwerk, baugeschichtlich und sozialgeschichtlich von Bedeutung, 3/3/- Joche, Umgebinde, keine Blockstube, zweigeschossig, Fachwerk aufgebrettert, Eternitschiefer, Wetterfahne auf Türmchen | 09252305 |
| Direkt Bild zu diesem Denkmal hochladen | Wohnhaus (Umgebinde) | Neudorf 20 (Karte)                                               | Um 1850                                                                                      | Baugeschichtlich und sozialgeschichtlich von Bedeutung, rechts 2/3/2 Joche, Blockstube, originale Fenstergrößen, Oberlaube (geschlossen), Wohnhaus modernisiert, Satteldach mit einfacher Biberschwanzdeckung | 09252312 |
| Direkt Bild zu diesem Denkmal hochladen | Wohnhaus (Umgebinde) | Neudorf 21 (Karte)                                               | Um 1850                                                                                      | Eingeschossig, baugeschichtlich und sozialgeschichtlich von Bedeutung, links 2/3/2 Joche, Umgebinde, Blockstube (Holzfarbe, dunkelbraun), Fenster neu, aber mit Sprossen, Krüppelwalmdach mit Schieferdeckung, Giebel Fachwerk, Tür original, Dachhecht | 09252311 |
| Direkt Bild zu diesem Denkmal hochladen | Wohnhaus (Umgebinde) | Neudorf 22 (Karte)                                               | 1909                                                                                         | Eingeschossiges Doppelstubenhaus, baugeschichtlich und sozialgeschichtlich von Bedeutung, Doppelstubenhaus, rechts 2/3/2, links 2/3/- Joche, eingeschossig, Krüppelwalmdach mit einfacher Biberschwanzdeckung, Fenster original nachgestaltet, Giebel verbrettert | 09252308 |
| Direkt Bild zu diesem Denkmal hochladen | Wohnhaus (Umgebinde) | Neudorf 23 (Karte)                                               | Um 1850                                                                                      | Eingeschossig, baugeschichtlich und sozialgeschichtlich von Bedeutung, links 2/3 Joche, nur Blockstube, modernisiert, eingeschossig, Giebel verbrettert, spitzes Satteldach mit Eternitschiefer, originale Fenster mit hölzernen Fensterbekrönungen | 09252310 |
| Direkt Bild zu diesem Denkmal hochladen | Wohnhaus (Umgebinde) | Neudorf 24 (Karte)                                               | Um 1850                                                                                      | Eingeschossig, baugeschichtlich und sozialgeschichtlich von Bedeutung, rechts 2/3/2 Joche Umgebinde, mit Blockstube, teilweise umgebaut, modernisiert, ehemals Satteldach, vorgezogenes Schleppdach | 09252307 |
| Direkt Bild zu diesem Denkmal hochladen | Wohnhaus | Neudorf 26 (Karte)                                               | Um 1850                                                                                      | Obergeschoss Fachwerk, baugeschichtlich und straßenbildprägend von Bedeutung, symmetrische Fassadengliederung, erstes Obergeschoss Fachwerk, teilweise verbrettert, (Kasten) Winterfenster im ersten Obergeschoss, Satteldach mit einfacher Biberschwanzdeckung, weitestgehend im Originalzustand, Giebel verbrettert | 09252306 |
| Direkt Bild zu diesem Denkmal hochladen | Wohnstallhaus (Umgebinde) | Neudorf 27 (Karte)                                               | Um 1840                                                                                      | Obergeschoss Fachwerk verbrettert, baugeschichtlich und sozialgeschichtlich von Bedeutung, links 3/3 Joche, Blockstube, Giebelseite verbrettert, erstes Obergeschoss verbrettert, Schleppdach, originale Fenstergrößen, Eternitschiefer | 09252309 |
| Direkt Bild zu diesem Denkmal hochladen | Wohnhaus (Umgebinde) | Niedergasse 11 (Karte)                                           | Um 1850                                                                                      | Eingeschossig, baugeschichtlich und sozialgeschichtlich von Bedeutung, Umgebinde links 2/2/? Joche (mit Anbau), eingeschossig, symmetrische Gestaltung, Satteldach mit Eternitschiefer, am Giebel verbrettert, viersprossige Fenster mit hölzerner Fensterbekrönung (Dreiecksbekrönung) | 09250687 |
|                                         | Wohnhaus (Umgebinde) | Niedergasse 16 (Karte)                                           | Bezeichnet mit 1825                                                                          | Obergeschoss Fachwerk verschiefert, baugeschichtlich von Bedeutung, mit rückwärtigem Anbau, auf hohem Sockel, zweigeschossig, Mittelbetonung durch Eingangstür mit Portal, darin Schlussstein und Datierung, zum Eingang steile Treppe bzw. Auffahrt, Umgebinde links 2/3/- Joche, erstes Obergeschoss zweifarbiges Schiefermuster, zwischen Fenstern Blumendarstellung, darunter Fries, Satteldach und Giebel verschiefert, unter Schiefer Fachwerk | 09250679 |
|                                         | Bildstock | Niedermarkt (auf der Brücke Niedermarkt – Niedergasse) (Karte)   | 19. Jahrhundert                                                                              | Stele mit Heiligenfigur (Nepomuk), regionalgeschichtlich von Bedeutung | 09250949 |
| Weitere Bilder                          | Wohnhaus (Laubenhaus), in Ecklage | Niedermarkt 2a (Karte)                                           | Ende 17. Jahrhundert                                                                         | Obergeschoss Fachwerk verschiefert, über Eck zusammen mit Markt 1, baugeschichtlich, sozialgeschichtlich und städtebaulich von Bedeutung | 09250238 |
|                                         | Wohnhaus (Umgebinde) | Niedermarkt 10 (Karte)                                           | Um 1850                                                                                      | Obergeschoss Fachwerk verbrettert, baugeschichtlich von Bedeutung, Umgebinde rechts 2/3/2 Joche, Erdgeschoss und erstes Obergeschoss verbrettert, zweigeschossig, im Eingangsbereich zweigeschossiger Vorbau (erstes Obergeschoss Veranda), Satteldach und Giebel mit Eternitschiefer, Fenstergrößen erhalten | 09250737 |
| Weitere Bilder                          | Goetheschule mit Turnhalle, Brunnen, Skulptur und Relief                                                                                             | Otto-von-Ottenfeld-Platz 1 (Hauptanschrift: Kirchberg 7) (Karte) | 1921/1922 (Turnhalle); nach 1918 (Brunnen)                                                   | Baugeschichtlich, künstlerisch und sozialgeschichtlich von Bedeutung. Schule (Kirchberg 7): mächtiger Baukörper auf asymmetrischem Grundriss, reiche Dachlandschaft, Mittelteil mit Mittelrisalit, Seitenrisalit, Satteldach, rechts hervorkragender Baukörper im Erdgeschoss mit Laubengang, große Fenster, reiche Putzreliefierung, reiche Fensterbekrönungen im Erdgeschoss und 1. Obergeschoss, im Mittelteil Gesimse zwischen den Etagen, Giebel mit Rocaille-Abschluss, darüber schlichtes Kreuz, an Ecke auf Pfeiler Sandsteinfigur bzw. im Giebel Putzrelief (Rattenfänger von Hameln und Münchhausen). Turnhalle (Otto-von-Ottenfeld-Platz 1) der Schule seitlich gegenüberliegend: schlichter Bau mit Putz- und Reliefgestaltung, an Turnhalle Brunnen aus Sandstein (zu Ehren der im Weltkrieg Gefallenen). | 09251284 |
| Direkt Bild zu diesem Denkmal hochladen | Sparkassenbau mit zwei bauplastischen Reliefs in Ecklage                                                                                             | Otto-von-Ottenfeld-Platz 2 (Karte)                               | 1920er Jahre (Sparkasse); 1820 (Relief einer Fabrikanlage); 1920 (Relief eines Segelschiffs) | Repräsentativer und weitgehend mit authentischem äußeren Erscheinungsbild erhaltener zweigeschossiger Putzbau in Ecklage, baugeschichtliche, ortsgeschichtliche sowie städtebauliche Bedeutung | 09305443 |
| Direkt Bild zu diesem Denkmal hochladen | Ortsflurgrenzstein Petersbach | Petersbach 13 (bei) (Karte)                                      | 19. Jahrhundert                                                                              | Verkehrshistorisch von Bedeutung | 09252183 |
| Weitere Bilder                          | Viadukt Schirgiswalde | Rämischstraße (Karte)                                            | 1874                                                                                         | Bahnstrecke Oberoderwitz–Wilthen, zehnbogige Eisenbahnbrücke aus Bruchsteinmauerwerk, eisenbahngeschichtlich, baugeschichtlich und technikgeschichtlich von Bedeutung | 09252216 |
| Weitere Bilder                          | Wohnhaus (Umgebinde) | Rämischstraße 12 (Karte)                                         | Um 1850                                                                                      | Eingeschossiges Doppelstubenhaus, baugeschichtlich und sozialgeschichtlich von Bedeutung, zwei Eingänge, Umgebinde, Satteldach | 09252336 |
|                                         | Wohnhaus (Umgebinde) | Rämischstraße 23 (Karte)                                         | Um 1850                                                                                      | Doppelstubenhaus, Obergeschoss Fachwerk verbrettert, baugeschichtlich, sozialgeschichtlich und straßenbildprägend von Bedeutung, Umgebinde rechts und links, erstes Obergeschoss verbrettert, originale Fenster, Krüppelwalmdach mit einfacher Biberschwanzdeckung | 09252335 |
|                                         | Wohnhaus (Umgebinde) | Rämischstraße 25 (Karte)                                         | Um 1850                                                                                      | Eingeschossiges Doppelstubenhaus, baugeschichtlich und sozialgeschichtlich von Bedeutung, Umgebinde rechts und links, eingeschossig, teilweise modernisiert, Krüppelwalmdach mit einfacher Biberschwanzdeckung, Giebelfenster | 09252334 |
| Direkt Bild zu diesem Denkmal hochladen | Fassade des Fabrikgebäudes der Schirgiswalder Baumwollweberei Vertriebsgesellschaft mbH (Halatex)                                                    | Sauerstraße 2, 4 (Karte)                                         | 1880/1883                                                                                    | Baugeschichtlich von Bedeutung, zur Straßenfront länglicher, schmaler Baukörper (zweietagig), Flachdach, Betonung durch dreigeschossigen Mittelrisalit, symmetrische Fassadengestaltung | 09250947 |
| Direkt Bild zu diesem Denkmal hochladen | Betkreuz | Schösserstraße 12 (neben) (Karte)                                | 19. Jahrhundert                                                                              | Regionalgeschichtlich von Bedeutung | 09252343 |
| Direkt Bild zu diesem Denkmal hochladen | Königlich-Sächsische Meilensteine (Sachgesamtheit), Meilenstein                                                                                      | Sohlander Straße                                                 | 19. Jahrhundert                                                                              | Verkehrshistorisch von Bedeutung | 09252186 |
| Direkt Bild zu diesem Denkmal hochladen | Betkreuz | Sohlander Straße                                                 | Bezeichnet mit 1839                                                                          | Regionalgeschichtlich von Bedeutung | 09250266 |
| Direkt Bild zu diesem Denkmal hochladen | Villa mit Einfriedung | Sohlander Straße 2 (Karte)                                       | Nach 1900                                                                                    | Künstlerisch und baugeschichtlich von Bedeutung, Bruchsteinsockel, ehemaliges Bekleidungswerk zugehörig | 09251529 |
|                                         | Gasthof „Petersbach“ (Umgebinde) | Sohlander Straße 69 (Karte)                                      | Bezeichnet mit 1828                                                                          | Obergeschoss Fachwerk verschiefert, baugeschichtlich und ortsgeschichtlich von Bedeutung, Umgebinde rechts 3/5/2 Joche, Erdgeschoss (neben Umgebinde) verputzt, Steinbank, Sandsteingewände, erstes Obergeschoss verschiefert, originale Fenstergrößen, Türmchen (mit Wetterfahne, bezeichnet mit 1989) auf Krüppelwalm mit Eternitschiefer, seitlich Anbauten, Glocke gestiftet von Kommune Petersbach | 09250267 |
| Direkt Bild zu diesem Denkmal hochladen | Schlussstein der alten Brücke | Sohlander Straße 69 (bei) (Karte)                                | Bezeichnet mit 1763–1805                                                                     | Am Gasthof seitlich an Mauer gelehnt, baugeschichtlich von Bedeutung | 09252185 |
| Direkt Bild zu diesem Denkmal hochladen | Flurstein „Ortsflurgrenze Petersbach“ | Sohlander Straße 69 (gegenüber) (Karte)                          | 19. Jahrhundert                                                                              | Vermessungsgeschichtlich von Bedeutung | 09252181 |
| Direkt Bild zu diesem Denkmal hochladen | Wohnhaus (Umgebinde) | Sohlander Straße 71 (Karte)                                      | Um 1830                                                                                      | Obergeschoss Fachwerk verbrettert, baugeschichtlich von Bedeutung, Umgebinde rechts 2/3/2 Joche, sehr niedrige Eingangstür in erstes ehemaliges Joch eingebaut, sonst Erdgeschoss verputzt, zwei Fenster an der Vorderfront, erstes Obergeschoss verbrettert, Satteldach mit Biberschwanzdeckung, Fledermausgaupe, im ersten Obergeschoss originale Fenster mit hölzernen Fenstergewänden | 09250270 |
| Direkt Bild zu diesem Denkmal hochladen | Wohnhaus (Umgebinde) | Waldstraße 10 (Karte)                                            | Um 1850                                                                                      | Obergeschoss Fachwerk verbrettert, baugeschichtlich von Bedeutung, Umgebinde links 2/? Joche, zweigeschossig, erstes Obergeschoss verbrettert, originale Fenstergrößen, im Erdgeschoss Winterfenster, Krüppelwalm mit Schieferdeckung | 09252205 |
| Direkt Bild zu diesem Denkmal hochladen | Friedhofskapelle | Wehrsdorfer Straße 16a (Karte)                                   | Um 1920                                                                                      | Ortsgeschichtlich von Bedeutung | 09252367 |
|                                         | Wohnstallhaus (Umgebinde), mit Anbau | Wilthener Weg 3 (Karte)                                          | Um 1850                                                                                      | Obergeschoss Fachwerk zum Teil verschiefert, baugeschichtlich von Bedeutung, links 2/3/2 Joche Umgebinde (Blockstube), verbrettert, zweigeschossig, erstes Obergeschoss: originale Fenstergrößen, teilweise verschiefert, Fachwerk aufgebrettert, Satteldach, Giebel zweifarbig verschiefert, Dach mit Eternitschiefer | 09252314 |
| Direkt Bild zu diesem Denkmal hochladen | Wohnhaus (Umgebinde), mit seitlichem Anbau | Wilthener Weg 4 (Karte)                                          | Um 1870                                                                                      | Obergeschoss Fachwerk verschiefert, baugeschichtlich von Bedeutung, links 2/3/3 Joche Umgebinde, Blockstube, erstes Obergeschoss Fachwerk, Giebel Eternitschiefer, Satteldach mit Schieferdeckung | 09252317 |
| Direkt Bild zu diesem Denkmal hochladen | Wohnhaus (Umgebinde) | Wilthener Weg 5 (Karte)                                          | Um 1850                                                                                      | Obergeschoss Fachwerk verkleidet, baugeschichtlich von Bedeutung, links 3/3 Joche Umgebinde, nur Blockstube, zweigeschossig, Haus stark modernisiert, Fenster leicht vergrößert, flaches Satteldach mit Eternitschiefer, zweifarbig | 09252315 |
|                                         | Wohnhaus (Umgebinde) | Wilthener Weg 9 (Karte)                                          | Um 1840                                                                                      | Eingeschossig, baugeschichtlich und verkehrsgeschichtlich von Bedeutung, links 2/4/2 Joche Umgebinde, Blockstube, Fenster modernisiert, hölzerne Fensterbekrönungen, eingeschossig, Satteldach, Fachwerk am Giebel aufgebrettert, einfache Biberschwanzdeckung | 09252316 |

## Wurbis
| Bild                                    | Bezeichnung                                                          | Lage                        | Datierung                                  | Beschreibung | ID       |
| --------------------------------------- | -------------------------------------------------------------------- | --------------------------- | ------------------------------------------ | --- | -------- |
| Direkt Bild zu diesem Denkmal hochladen | Wohnstallhaus (Umgebinde)                                            | Crostauer Straße 18 (Karte) | Um 1850                                    | Obergeschoss und Giebel Fachwerk verbrettert, baugeschichtlich und ortsbildprägend von Bedeutung, Fenster in ursprünglicher Größe erhalten, Biberschwanzdeckung, Dachhecht                                                                                   | 09252841 |
| Direkt Bild zu diesem Denkmal hochladen | Wohnstallhaus und Scheune eines Zweiseithofes                        | Crostauer Straße 19 (Karte) | Haustür bezeichnet mit 1828                | Wohnstallhaus Obergeschoss und Giebel Fachwerk verschiefert, Scheune verbretterte Holzkonstruktion, gut erhaltene Gesamtstruktur, baugeschichtlich und wirtschaftsgeschichtlich von Bedeutung, Haustürgewände mit Schlussstein, Fenster einsprossig          | 09252837 |
| Direkt Bild zu diesem Denkmal hochladen | Wohnstallhaus (Umgebinde) und zwei Seitengebäude eines Dreiseithofes | Crostauer Straße 20 (Karte) | Haustür bezeichnet mit 1857                | Wohnstallhaus Obergeschoss und Giebel quer verbrettert, weitgehend ursprünglich erhaltene Gesamtstruktur, baugeschichtlich und wirtschaftsgeschichtlich von Bedeutung, Haustür Granitgewände, zwei Fledermausgaupen, Biberschwanzdeckung, Freitreppe         | 09252840 |
| Direkt Bild zu diesem Denkmal hochladen | Wohnstallhaus (Umgebinde) und Scheune eines Zweiseithofes            | Crostauer Straße 22 (Karte) | Um 1850                                    | Obergeschoss Fachwerk, baugeschichtlich und wirtschaftsgeschichtlich von Bedeutung, Fenster in ursprünglicher Größe, Fachwerk Giebelseite aufgebrettert, Stallteil 1950 zugemauert                                                                           | 09252839 |
| Direkt Bild zu diesem Denkmal hochladen | Wohnstallhaus (Umgebinde)                                            | Crostauer Straße 24 (Karte) | Bezeichnet mit 1812                        | Obergeschoss Sichtfachwerk, weitgehend im ursprünglichen Sinne erhalten, baugeschichtlich von Bedeutung, Haustürgewände mit Schlussstein | 09252838 |
| Direkt Bild zu diesem Denkmal hochladen | Wohnstallhaus (Umgebinde)                                            | Crostauer Straße 26 (Karte) | 1. Hälfte 19. Jahrhundert                  | Obergeschoss Sichtfachwerk, baugeschichtlich und ortsbildprägend von Bedeutung, Dachüberstand | 09252836 |
| Direkt Bild zu diesem Denkmal hochladen | Wohnstallhaus (Umgebinde)                                            | Crostauer Straße 28 (Karte) | Um 1850                                    | Eingeschossig, baugeschichtlich und sozialgeschichtlich von Bedeutung, Haus außer Umgebindeteil umgebaut | 09252835 |
| Direkt Bild zu diesem Denkmal hochladen | Wohnstallhaus (Umgebinde) und winklige Scheune eine Bauernhofes      | Crostauer Straße 30 (Karte) | Haustür bezeichnet mit 1853                | Wohnstallhaus Obergeschoss Sichtfachwerk, Scheune Fachwerk, beide Gebäude mit Krüppelwalmdach, Scheune mit Fledermausgaupen, in hohem Maße ursprünglich erhalten, baugeschichtlich und wirtschaftsgeschichtlich von Bedeutung, womöglich um 1900 aufgestockt | 09252834 |
|                                         | Gasthof Wurbis                                                       | Zittauer Straße 1 (Karte)   | 2. Hälfte 19. Jahrhundert, Kern wohl älter | Ehemalige Vorspannstation, ortsgeschichtlich von Bedeutung | 09253015 |

## Streichungen von der Denkmalliste

### Streichungen von der Denkmalliste (Crostau)
| Bild                                    | Bezeichnung                    | Lage                             | Datierung                 | Beschreibung | ID       |
| --------------------------------------- | ------------------------------ | -------------------------------- | ------------------------- | --- | -------- |
| Direkt Bild zu diesem Denkmal hochladen | Umgebindeteil eines Wohnhauses | Niedercrostauer Straße 3 (Karte) | 1. Hälfte 19. Jahrhundert | Baugeschichtlich von Bedeutung; wahrscheinlich 2016 abgerissen. Entscheidend verändert, Umgebinde und Blockstube verschalt. | 09252887 |

### Streichungen von der Denkmalliste (Halbendorf/Gebirge)
| Bild                                    | Bezeichnung               | Lage                        | Datierung | Beschreibung | ID       |
| --------------------------------------- | ------------------------- | --------------------------- | --------- | --- | -------- |
| Direkt Bild zu diesem Denkmal hochladen | Wohnstallhaus (Umgebinde) | Rodewitzer Straße 6 (Karte) | Um 1850   | Ohne neueren Anbau, Obergeschoss Fachwerk zweifarbig verschiefert, rückwärtiger Fachwerk-Anbau, baugeschichtlich von Bedeutung; nach 2014 von der Denkmalliste gestrichen | 09252830 |

### Streichungen von der Denkmalliste (Kirschau)
| Bild                                    | Bezeichnung | Lage                           | Datierung    | Beschreibung | ID       |
| --------------------------------------- | --- | ------------------------------ | ------------ | --- | -------- |
| Direkt Bild zu diesem Denkmal hochladen | „Hotel zum Weber“; Hotelgebäude, ohne südwestliche Anbauten                                                        | Bautzener Straße 20 (Karte)    | 1921–1922    | Zweiflügeliger repräsentativer Gebäudekomplex mit rustikalen Natursteinsockeln, turmartigen Anbauten und Terrassen, baugeschichtlich, ortsgeschichtlich und ortsbildprägend von Bedeutung. Zwischen 2017 und 2024 aus der Denkmalliste gestrichen. | 09252022 |
| Direkt Bild zu diesem Denkmal hochladen | Villenartiges Wohnhaus mit straßenseitiger Einfriedung und rückwärtig sich anschließender parkartiger Villengarten | Callenberger Straße 18 (Karte) | Um 1905      | Putzbau mit authentischer Kubatur und Proportionen, baugeschichtlich von Bedeutung. Bis August 2011 irrtümlich unter Am Schloßberg 18 in der Denkmalliste, laut ALK-Daten Callenberger Straße 18, Flurstück 446 heute (2011) in 446/5 und 446/6 geteilt, Neubau auf Flurstück 446/5 besitzt Anschrift Am Schloßberg 25, ist kein Denkmal. - Zweigeschossiger Putzbau mit hohem Sockelgeschoss (Zyklopenmauerwerk), profilierte Fenstersohlbänke und vergleichsweise aufwändig dekorierte obere Fensterrahmungen (jugendstiliges Dekor), seitlich (links) überdachter Zugang zum Haus mit vorgelagerter einläufiger Freitreppe, wobei Treppenwange Massivausbildung Bezug nimmt auf Gestaltung des Sockelbereichs (Zyklopenmauerwerk aus Natursteinen) - Erker und Veranden und Dachaufbauten als spätere Um- und Ausbauten - mit Vorgarten und sich anschließendem großzügigen Park, der bis zum Fuß der sogenannten Körse reicht - Erbauungszeitliche schmiedeeiserne Einfriedung Zwischen 2017 und 2024 aus der Denkmalliste gestrichen. | 09299773 |
|                                         | Wohnhaus mit Gaststätte „Goldener Stern“ und Laden                                                                 | Zittauer Straße 1 (Karte)      | 1920er Jahre | Laden, Putzbau mit dominanten Volutengiebeln zur Straße und Ecke hin, in der Mitte kleiner Erker, mit Zahnschnittfries am Dachgebälk, baugeschichtlich, ortsgeschichtlich und straßenbildprägend von Bedeutung. Zwischen 2019 und 2023 abgerissen. | 09252590 |

### Streichungen von der Denkmalliste (Schirgiswalde)
| Bild                                    | Bezeichnung                                          | Lage                     | Datierung                 | Beschreibung | ID       |
| --------------------------------------- | ---------------------------------------------------- | ------------------------ | ------------------------- | --- | -------- |
| Direkt Bild zu diesem Denkmal hochladen | Geburtshaus Theodor Hentschels; Wohnhaus (Umgebinde) | Hentschelgasse 1 (Karte) | 1. Hälfte 19. Jahrhundert | 2011 abgerissen. Geburtshaus Theodor Hentschels, Obergeschoss Fachwerk verbrettert, sehr gefährdetes authentisch erhaltenes Gebäude am Marktplatz, platzbildprägend, baugeschichtlich, städtebaulich und ortsgeschichtlich von Bedeutung. Doppelstubenhaus, vermutlich rechts 2/4/2-, links 2/2/-Joche, unterkellert, erstes Obergeschoss teilweise verbrettert, eine Giebelseite verschiefert. | 09252328 |
| Direkt Bild zu diesem Denkmal hochladen | Wohnhaus (Umgebinde)                                 | Niedergasse 4 (Karte)    | Um 1850                   | Eingeschossig, bau- und sozialgeschichtlich von Bedeutung, Umgebinde links 2/2/2 Joche, rechts davon Fachwerk, niedriger Krüppelwalm, Giebel Fachwerk, Eternitschindeln auf Dach, fast quadratische, kleine viersprossige Fenster. Vor 2000 abgerissen, vgl. Foto. | 09250952 |
| Weitere Bilder                          | Wohnstallhaus (Umgebinde)                            | Petersbach 2 (Karte)     | Um 1830                   | Obergeschoss Fachwerk verbrettert, baugeschichtlich von Bedeutung, rechts 3/2/(mit Anbau) Joche, links Fachwerk mit Lehmausfachung, erstes Obergeschoss verbrettert, originale Fenster, Satteldach mit einfacher Biberschwanzdeckung und Hechtgaupe. Abbruchgenehmigung vom 27. Juli 2016. Zwischen 2016 und 2019 abgerissen.                                                                   | 09252182 |
| Direkt Bild zu diesem Denkmal hochladen | Wohnstallhaus (Umgebinde)                            | Waldstraße 1b (Karte)    | Um 1870                   | Eingeschossig, bau- und sozialgeschichtlich von Bedeutung, Umgebinde rechts 2/3/2, eingeschossig, Satteldach mit einfacher Biberschwanzdachdeckung, Giebel verbrettert, Eingangsbereich im Anbau links. Zwischen 2017 und 2024 aus der Denkmalliste gestrichen. | 09252206 |
| Direkt Bild zu diesem Denkmal hochladen | Wohnhaus (Umgebinde)                                 | Waldstraße 4 (Karte)     | 2. Hälfte 19. Jahrhundert | Eingeschossig, baugeschichtlich von Bedeutung, links 2/3/2 Joche, originale Fenster, rechts modernisiert, eingeschossig, Giebel: aufgebrettertes Fachwerk, Satteldach mit neuer Schieferdeckung, Mittelbetonung durch Dachhäuschen, rückseitiger Anbau. Zwischen 2017 und 2024 aus der Denkmalliste gestrichen.                                                                                 | 09252204 |

### Streichungen von der Denkmalliste (Wurbis)
| Bild                                    | Bezeichnung                                          | Lage                | Datierung                   | Beschreibung | ID       |
| --------------------------------------- | ---------------------------------------------------- | ------------------- | --------------------------- | --- | -------- |
| Direkt Bild zu diesem Denkmal hochladen | Wohnstallhaus (Umgebinde)                            | Lindenweg 4 (Karte) | Haustür bezeichnet mit 1837 | Eingeschossig, baugeschichtlich und sozialgeschichtlich von Bedeutung; nach 2014 von der Denkmalliste gestrichen | 09252833 |
| Direkt Bild zu diesem Denkmal hochladen | Wohnhaus (Umgebinde) eines Dreiseithofes, ohne Anbau | Wiesenweg 5 (Karte) | Ende 19. Jahrhundert        | Obergeschoss Fachwerk verschiefert, baugeschichtlich von Bedeutung; nach 2014 von der Denkmalliste gestrichen    | 09252842 |

## Tabellenlegende
- Bild: Bild des Kulturdenkmals, ggf. zusätzlich mit einem Link zu weiteren Fotos des Kulturdenkmals im Medienarchiv Wikimedia Commons. Wenn man auf das Kamerasymbol klickt, können Fotos zu Kulturdenkmalen aus dieser Liste hochgeladen werden:
- Bezeichnung: Denkmalgeschützte Objekte und ggf. Bauwerksname des Kulturdenkmals
- Lage: Straßenname und Hausnummer oder Flurstücknummer des Kulturdenkmals. Die Grundsortierung der Liste erfolgt nach dieser Adresse. Der Link (Karte) führt zu verschiedenen Kartendiensten mit der Position des Kulturdenkmals. Fehlt dieser Link, wurden die Koordinaten noch nicht eingetragen. Sind diese bekannt, können sie über ein Tool mit einer Kartenansicht einfach nachgetragen werden. In dieser Kartenansicht sind Kulturdenkmale ohne Koordinaten mit einem roten bzw. orangen Marker dargestellt und können durch Verschieben auf die richtige Position in der Karte mit Koordinaten versehen werden. Kulturdenkmale ohne Bild sind an einem blauen bzw. roten Marker erkennbar.
- Datierung: Baubeginn, Fertigstellung, Datum der Erstnennung oder grobe zeitliche Einordnung entsprechend des Eintrags in der sächsischen Denkmaldatenbank
- Beschreibung: Kurzcharakteristik des Kulturdenkmals entsprechend des Eintrags in der sächsischen Denkmaldatenbank, ggf. ergänzt durch die dort nur selten veröffentlichten Erfassungstexte oder zusätzliche Informationen
- ID: Vom Landesamt für Denkmalpflege Sachsen vergebene, das Kulturdenkmal eindeutig identifizierende Objekt-Nummer. Der Link führt zum PDF-Denkmaldokument des Landesamtes für Denkmalpflege Sachsen. Bei ehemaligen Kulturdenkmalen können die Objektnummern unbekannt sein und deshalb fehlen bzw. die Links von aus der Datenbank entfernten Objektnummern ins Leere führen. Ein ggf. vorhandenes Icon  führt zu den Angaben des Kulturdenkmals bei Wikidata.

## Ausführliche Denkmaltexte
1. ↑  Streichung 2010: Sanierung hat Objekt stark verändert. Ausgemauerte Blockstube, weiter Überstand der massiven straßenseitigen Giebelwand.

Streichung rückgängig gemacht am 22.02.2011 gemäß nachfolgendem Text:

„Nach neuerlicher Objektbesichtigung (auch innen) von A. Matthes (Landratsamt Bautzen) wurde festgestellt, dass das Umgebindehaus im Rahmen der Sanierung doch wesentlich mehr originale Bausubstanz erhalten hat, als bei Außenbesichtigung zu vermuten war.
  - historisches Erdgeschossmauerwerk im mittleren und südlichen Hausbereich mit restaurierter Öffnung des ehemaligen Backofens sowie ein originaler Kellerbereich im südwestlichen Hausteil mit preußischem Kappengewölbe
  - Umgebindekonstruktion bestehend aus Ständer, Knaggen und Spannriegel, von kurz nach 1900 aufgebrachter Verschalung freigelegt, darunter befindliche Oberfläche mit spätbarocken Profilen war bereits bebeilt, konnte nicht mehr sichtbar gezeigt werden
  - einzelne Bauteile überwiegend repariert, wieder eingebaut und auf Grundlage des Befundes neu verschalt
  - Beseitigung der Blockbohlen (Wandreste der Blockstube) 2007 mit DSG, als Ersatz Mauerwerk mit horizontaler Verbretterung
  - im Obergeschoss befindliches Fachwerk (Ende 18. Jahrhundert) noch in 1900 umgestalteter Gefügestruktur mit aufgesetztem Drempel erhalten, ebenso die Dachkonstruktion einschließlich der Deckenfüllung und Dielung
Zusammenfassend lässt sich an diesem Umgebindehaus aus der Bauzeit um 1780 wechselvolle Baugeschichte ablesen. Erforderliche Umbauten wegen eines Schadenfeuers von 1900 bildeten Anlass für Umbau und Anpassung, da zeitgemäße Nutzung, so z. B. durch Aufbau eines Drempels, die Deckenhöhe im Obergeschoss veränderte (vergleiche historisches Foto von 1909, das zeigt, wie durch genannte Baumaßnahme brettverschalter Giebel auffallend schmal wirkt und Fenster unproportioniert). Weitere Eingriffe im Massivteil von 1900, bedingt durch Hanglage kein Gewölbekeller vorhanden, nachträgliche Ausstattung dieses Gebäudeteils mit kleinem Vorratsraum mit preußischen Kappen. Baumaßnahmen veränderten zwar das historische Erscheinungsbild des Hauses, tragen aber gleichzeitig zum Erhalt bei und minderten historische Bausubstanz nicht so erheblich, dass es als Denkmal nicht mehr begründbar ist.“
2. ↑  Dehio – Handbuch der deutschen Kunstdenkmäler / Sachsen Band 1:

Evangelische Pfarrkirche (Kirschauer Straße). Portal bezeichnet 1869. Auf einer Anhöhe stehende Saalkirche im Rundbogenstil mit integriertem Westturm, 1868 durch Maurermeister Thomas aus Neusalza, nach Plänen von Brandversicherungsinspektor Götz aus Bautzen errichtet. Restaurierungen 1956–58 (innen), 1975/76 (außen, Turm), 1984–86 (außen). Putzbau mit eingezogenem 5/8-Chor, Gurtgesims und Satteldach sowie angedeuteten Querhausarmen. Risalitartig aus der Fassade hervortretender quadratischer Turm mit geknicktem Spitzhelm, das Hauptportal mit gequadertem Giebel und Freitreppe. Heller flachgedeckter Innenraum mit schlichten zweigeschossigen Holzemporen an drei Seiten, vor dem Triumphbogen Betstuben eingefügt.

Ausstattung: Holzaltar mit historistischen Elementen, bezeichnet 1869. Das große Altarbild des auferstandenen Christus von Alfred Diethe, 1874. Polygonale Holzkanzel, angefügt an die südlichen Betstuben. Zierliche, mehrfarbig gefasste Holztaufe in Empire-Formen mit bäuerlichen Elementen, bezeichnet 1869. Orgel von Gottfried Silbermann 1732, prächtiger Prospekt mit vergoldetem Rankenwerk. Aus der alten Kirche mehrere Grabdenkmäler: Drei Kinderdenkmäler der Familie von Rechenberg, Ende 16. Jahrhundert, kleine Sandsteinplatten mit einer ganzfigurigen Darstellung eines betenden Kindes in langem Gewand, umgeben von Wappen. Denkmal des Jeremias Marche († 1701), männliche Halbfigur im Talar mit Bibel und Kelch, umrahmt von kräftigen Akanthusranken, darunter ein gerafftes Tuch mit Inschrift. Denkmal der Johanna Katharina Marche († 1699), ein aufwärts blickender Engel hält eine reichgeschmückte Schriftkartusche, oben reichen aus Wolken Hände eine Krone und einen Palmenzweig.
3. ↑  Dehio – Handbuch der deutschen Kunstdenkmäler / Sachsen Band 1:

Evangelische Johanneskirche (Bautzener Straße). Auf einer Anhöhe stehender Bau mit prägnanter Kuppel und Dachreiter, bezeichnet 1922 und 1924, von Arthur Bohlig. Der oktogonale Bau mit Rundbogenfenstern und Vorbauten an der West- und Ostseite. Das Portal mit Schmucksäulen und Architrav mit Apostelsymbolen, darüber in einer Nische eine Johannesfigur. Der Innenraum eine Rotunde mit flacher Kuppel über Gesims, Altar vor einer stark abgestuften Nische. Eingeschossige Empore fast bis zum Altar herumgeführt, die Brüstung mit einfachem figürlichem Ornament, erhöhte, auf Säulen gestützte Orgelempore. Die Ausstattung modern, teils mit barockisierenden Elementen wie den Putten am Altaraufsatz und am Kanzelkorb. Jehmlich-Orgel von 1925.
4. ↑  Dehio – Handbuch der deutschen Kunstdenkmäler / Sachsen Band 1:

Katholische Pfarrkirche ad assumptionem Beatae Mariae Virginis (Mariä Himmelfahrt, Kirchberg). Auf einem Hügel stehende, die Stadtansicht prägende, barocke Wandpfeilerkirche mit historistischen Westtürmen. Das Schiff 1739–41 an Stelle eines Vorgängerbaus von Zacharias Hoffmann aus Hainspach in Nordböhmen errichtet. Die beiden zur ursprünglichen Planung gehörenden Westtürme erst 1866–68 von Carl August Schramm aus Zittau in veränderter Form ausgeführt. Restaurierung 1881 und 1933 (innen), 1966–68 (insgesamt). Hohes verputztes Schiff mit Lisenengliederung und Segmentbogenfenstern, Satteldach mit zierlichem Dachreiter über dem eingezogenen, halbrund geschlossenen Chor. Das Äußere durch seitliche Anbauten von basilikaler Wirkung. Die Westfassade mit einfachem Rundbogenportal und sechsgeschossigen, sich nach oben verjüngenden Türmen mit Pilastervorlagen an den Ecken, sich verkröpfenden Gurtgesimsen und abschließender Maßwerkbalustrade, ornamental gegliederte Helmdächer. Heller lichtdurchfluteter Innenraum, überwölbt von einer Tonne mit Stichkappen. Rundbogennischen zwischen mächtigen Wandpfeilern, davor Pilaster mit Schmuckkapitellen, umlaufendes, verkröpftes Gesims. Im Westen über einem breiten Korbbogen eine vorschwingende, mehrfarbig gefasste Holzempore. Triumphbogen zum leicht erhöhten Chor, an der Nord- und Südseite über zwei Nebenräumen (Sakristei) zwei Herrschaftslogen mit Kreuzgratgewölbe. Reiche Ausstattung aus der Erbauungszeit: Hinter dem freistehenden sarkophag-ähnlichen Altartisch erhebt sich ein mächtiger Holzaltar, um 1740 entstanden. Die Predella mit Blendkartuschen, in der Mitte ein Tabernakel mit goldgefasstem Bandwerk. Die Haupttafel mit Darstellung von Mariä Himmelfahrt, gerahmt von Säulen und Pilastern, seitlich Heilige, links Vitus mit Löwe und Joseph mit Christuskind, rechts Joachim mit Stab und Wenzel in Rüstung. Der Auszug mit Darstellung der Dreifaltigkeit umgeben von Volutenanschwüngen, Pilastern und Wellengiebel, seitlich Petrus und Paulus. Abschließend ein großer Strahlenkranz mit Wolken und Putten. Reich geschmückte Holzkanzel mit Rokoko-Elementen, um 1740. Am Kanzelkorb lebhafte Putten und die Evangelistensymbole, in der Mitte in einem kartuschenförmigen Rahmen Relief mit der Predigt Christi am See Genezareth. Auf dem Schalldeckel mit Hl. Geist Engel mit verschiedenen Symbolen (Kreuz, eherne Schlange, Gesetzestafeln) und Strahlenkranz mit hebräischem Schriftzug (Jehova). Kelchförmige polygonale Sandsteintaufe mit reicher Profilierung, 18. Jahrhundert. Hohes, von Putten umringtes Kruzifix, an dessen Sockel eine Mater dolorosa, 18. Jahrhundert. Im Chor zwei Heiligenfiguren und im Schiff vor den Pilastern lebensgroße, farbig gefasste Holzfiguren der Kirchenväter, Nachbildungen nach Originalen des Breslauer Doms. Eule-Orgel auf der Westempore mit modernem Prospekt, 1975. Auf dem Friedhof Totenhalle, Ende 18. Jahrhundert, mit Pyramidendach und Dachreiter. Am Aufgang zur Kirche, auf einem hohen Postament eine bewegte Ecce homo-Statue, um 1760.